# Personaggi de I Cavalieri dello zodiaco - The Lost Canvas - Il mito di Ade

Veronica

In questa pagina sono elencati i personaggi del manga I Cavalieri dello zodiaco - The Lost Canvas - Il mito di Ade e dell'anime I Cavalieri dello zodiaco - The Lost Canvas. Per ogni personaggio sono indicati il nome usato nella prima edizione italiana del manga pubblicata da Panini Comics (ove possibile) e quello giapponese, con scrittura in kanji o kana e relativa traslitterazione. Nel caso i nomi italiani siano diversi dalla traslitterazione ufficiale di quelli originali vi è una nota a indicarlo.

## Divinità
In questa sezione sono raggruppate le divinità che compaiono nella serie. Tra parentesi viene indicato il nome della reincarnazione (come nel caso di Atena) o del loro corpo ospite (come nel caso di Ade).
| Nome          | Nome originale         | Divinità                             |
| ------------- | ---------------------- | ------------------------------------ |
| Atena (Sasha) | サーシャ (Sāsha)       | Dea della giustizia e della sapienza |
| Ade (Aron)    | アローン (Arōn)        | Dio degli inferi                     |
| Ipno          | ヒュプノス (Hyupunosu) | Dio del sonno                        |
| Tanato        | タナトス (Tanatosu)    | Dio della morte                      |

### Dei del sogno
Gli Dei del sogno (夢の四神?, yume no shishin) sono ispirati agli dei del sogno della mitologia greca; i tre Oneiroi della mitologia classica, e quella dell'età arcaica Oniro, da cui si svilupparono le altre tre.
Sono quattro divinità fratelli alle dirette dipendenze di Ipno (a sua volta sottoposto di Ade), di cui si dice siano figli o fratelli, e indossano anche loro Surplici. Vengono anche chiamati Seguaci di Ipno (da Atena) e Guardiani dei sogni (dallo stesso Ipno) e la loro base è il Mondo dei Sogni, di cui ognuno sorveglia una zona. Fanno la loro comparsa dopo la sconfitta di Tanato, quando vengono convocati da Ipno con il compito di rinchiudere le anime di Tenma e dei suoi amici nel mondo dei sogni, in modo che vi rimangano prigioniere per l'eternità e che non possano più rinascere. Vengono poi sconfitti grazie all'aiuto di El Cid del Capricorno, che libererà le anime rinchiuse nel mondo dei sogni, tra cui quella di Tenma e quella del Cavaliere del Sagittario, Sisifo. Nell'anime il loro ruolo viene ampliato rispetto al manga, rivelando che è stato uno di loro (Icelo) a rapire l'anima di Sisifo, che sin da prima dell'inizio della guerra aveva condotto indagini su di loro insieme a El Cid.

Fantaso nel suo doppio aspetto nella copertina di un volume del manga

- Oniro, il dio dei sogni (夢神・オネイロス?, Mushin Oneirosu), doppiato da Hideo Hishikawa, è il dio che amministra gli oracoli, è il capo del gruppo e può unirsi con le anime dei suoi fratelli per diventare un gigantesco centauro (aspetto con cui si racconta abbiano distrutto un intero regno). Possiede vari poteri, fra cui quello d'imprigionare la mente delle persone in un sogno, dopo averlo sfiorato con un ramoscello, quello di aprire i portali per il mondo dei sogni e anche quello di evocare le anime dei suoi fratelli, sebbene i corpi ne siano andati distrutti. A differenza dei suoi fratelli ha i capelli azzurri, questo perché nel mito egli era anche fratello di Ipno ed è stato voluto per metterlo in una condizione diversa dagli altri[2]. Il suo attacco si chiama Guardian Oracle (ガーディアンズオラクル?, Gādianzu Orakuru), un attacco portato con un solo dito del dio, in grado (secondo quanto lui afferma) di distruggere sia il corpo che l'anime di chi colpisce.
- Morfeo il modellatore (造形者・モルペウス?, Zōkeisha Morupeusu), doppiato da Hiroshi Tsuchida, è il dio che amministra i sogni di re ed eroi e domina sulla zona più profonda del regno dei sogni, la Morfia, dove sono imprigionate le anime di dei ed eroi; tutte queste anime prigioniere verranno liberate alla sua sconfitta. Viene battuto da Tenma, quando per conseguenza dei suoi papaveri si risveglia in lui l'istinto del primo Cavaliere di Pegaso, il deicida. Poiché nel mito la posizione di Morfeo è simile a quella di Oniro (ossia, l'essere fratello di Ipno) l'autrice aveva anche pensato d'introdurre una rivalità fra i due[2]. Il suo attacco è il Morphium Coma (夢界の芥子?, Mukai no Keshi)[3], un attacco portato con i papaveri del mondo dei sogni, che prosciugano l'avversario di ogni sua emozione e lo precipita in un oblio.
- Icelo (幻夢・イケロス?, Genmu Ikerosu), doppiato da Ryūsei Nakao nella versione giapponese e da Gianluca Iacono in quella italiana è il dio che amministra le fobie detto dall'aspetto animalesco. Il suo potere è la distorsione dimensionale, che usa per cogliere di sorpresa il nemico e rimandargli contro i suoi attacchi o spostarsi in un'altra dimensione per risultare invisibile, anche se non inattaccabile. La sua tattica preferita è quella di attaccare più volte l'avversario, spostandosi attraverso lo spazio da lui distorto, prevalentemente fisici e la sua aura ha la forma di una bestia simile a un lupo. Nell'anime ha un ruolo più ampio, in quanto è lui a rapire l'anima di Sisifo apparendo alla Nona Casa davanti ad Atena ed El Cid, e dando inizio alla missione del Cavaliere del Capricorno. È il dio degli incubi e nell'anime viene reso noto che il nome del suo regno è Phobia. L'autrice ha dichiarato di essere rimasta sorpresa della scelta di Ryūsei Nakao (doppiatore tra gli altri di Freezer in Dragon Ball Z) come doppiatore di Icelo, in quanto lei stessa è fan di questo doppiatore e sebbene avesse solo chiesto "una voce simile" a quella di Nakao[2], nonché di avere inizialmente voluto dare un nome (contenente la parola Phobia) anche alla tecnica di Icelo[2].
- Fantaso, l'illusionista (化像者・パンタソス?, Keshōsha Pantasosu), doppiato da Satoshi Hino (forma maschile) e Rie Kugimiya (forma femminile), è il Dio che amministra le apparizioni e la zona sotto il suo controllo si chiama Phatasia[4]. Nella serie appare con aspetto illusorio femminile, mentre le sue vere sembianze sono viste per intero solo nella scheda tecnica della sua armatura e nell'anime, dove il personaggio viene approfondito, in quanto ha uno spazio più ampio e viene mostrato il suo incontro con Yato e Yuzuriha. Il suo attacco si chiama Grim Phantasia: Fantaso paralizza il corpo dell'avversario, per poi rinchiuderne l'anima in una sfera di luce rosa all'interno della quale egli vive il suo più grande sogno. Quest'attacco viene mostrato unicamente nell'anime[4] sebbene anche nel manga venga mostrato con delle sfere contenenti i sogni di Yuzuriha e Yato.

## Seguaci di Atena

### Grande Sacerdote di Atena e Cavalieri d'Oro
I Cavalieri d'oro sono la casta più elevata dei guerrieri della dea Atena. Le loro armature sono d'oro e si ispirano alle dodici costellazioni dello zodiaco.
| Nome                | Nome originale                                                     | Costellazione |
| ------------------- | ------------------------------------------------------------------ | ------------- |
| Sion                | 牡羊座のシオン (Ariesu no Shion)                                   | Ariete        |
| Hasgard (Aldebaran) | 牡牛座のハスガード (Taurusu no Hasugādo) アルデバラン (Arudebaran) | Toro          |
| Defteros            | 双子座のデフテロス (Jemini no Defuterosu)                          | Gemelli       |
| Manigoldo           | 蟹座のマニゴルド (Kyansā no Manigorudo)                            | Cancro        |
| Regulus             | 獅子座のレグルス (Reo no Regurusu)                                 | Leone         |
| Asmita              | 乙女座のアスミタ (Barugo no Asumita)                               | Vergine       |
| Doko                | 天秤座の童虎 (Libra no Dōko)                                       | Bilancia      |
| Cardia              | 蠍座のカルディア (Sukōpion no Karudia)                             | Scorpione     |
| Sisifo              | 射手座のシジフォス (Sajitariusu no Shijifosu)                      | Sagittario    |
| El Cid              | 山羊座のエルシド (Kapurikōn no Erushido)                           | Capricorno    |
| Degel               | 水瓶座のデジェル (Akueriasu no Dejeru)                             | Aquario       |
| Albafica            | 魚座のアルバフィカ (Pisukesu no Arubafika)                         | Pesci         |

Precedenti cavalieri d'oro
| Nome    | Nome originale                         | Costellazione | Note                                                            |
| ------- | -------------------------------------- | ------------- | --------------------------------------------------------------- |
| Ilias   | 獅子座のイリアス (Reo no Iriasu)       | Leone         | Padre di Regulus                                                |
| Rugonis | 魚座のルゴニス, (Pisukesu no Rugonisu) | Pesci         | Maestro di Albafica apparso nel CD Drama pubblicato in Giappone |

#### Sage
Sage (教皇セージ?, Kyōkō Sēji), doppiato da Toshihiko Seki nella versione originale e da Massimiliano Lotti in quella italiana è il Gran Sacerdote del santuario di Atena, predecessore di Shin dell'Ariete e maestro di Manigoldo del Cancro. Suo fratello gemello, Hakurei, è il gran maestro del Jamir, cavaliere d'argento dell'altare. Egli lottò nella guerra santa antecedente a quella narrata in Lost Canvas e che vide come unici superstiti lui e il fratello. In lizza con il fratello Hakurei per l'armatura d'oro del Cancro, ne divenne il custode poiché Hakurei scelse di indossare l'armatura d'argento dell'Altare. In modo simile, Sage fu eletto Gran Sacerdote, poiché Hakurei rinunciò alla candidatura ritirandosi nel Jamir. Nel manga il Gran Sacerdote fa il suo ingresso in scena quando Ade fa irruzione nel santuario per combattere Atena; in quel momento Sage imprigiona Ade nella sua Talisman Cage. Ade è però solo temporaneamente bloccato, poiché a soccorrerlo ci sono Pandora e un'armata di Specter. Dopo alcune battaglie con gli specter, Sage reincontra il proprio fratello, si scambiano una serie di attacchi amichevoli e conversano sulle condizioni di Sisifo. Poi invia il proprio discepolo Manigoldo sulle tracce di Tenma, conscio del pericolo che il giovane corre. Dopo che Manigoldo attacca Tanato nel portale apertogli dallo specter Veronica, ad aiutare il cavaliere d'oro del cancro è il suo maestro. Quest'ultimo brama vendetta contro Tanato per l'uccisione di tutti i suoi compagni d'armi nella precedente guerra santa. La lotta è equilibrata e Sage riesce sempre a uscire indenne dagli attacchi di Tanato in quanto è il suo discepolo a prodigarsi in attacco e a subire i colpi del dio della morte. Sage prova a imprigionare con i talismani il dio, ma dopo più di duecento anni essi hanno perso il valore divino di un tempo e quindi Tanato è in grado di aprire nuovamente il portale degli dei, causando la decisione suicida di Manigoldo di gettarsi nel vortice dimensionale portandosi dietro il corpo di Tanato (separato dalla sua anima). A quel punto lo spirito di Tanato tenta di entrare nel corpo di Sage, ma il Gran Sacerdote che si rivela essere un fine stratega, afferma di avere previsto ogni singola mossa del dio e infatti non ne rimane assoggettato poiché sotto i paramenti da Sacerdote indossava l'armatura d'argento dell'Altare del fratello Hakurei, nella quale entrambi avevano infuso cosmo per più di duecento anni. Da essa tira fuori uno scrigno dove una volta per tutte l'essenza del dio fedele ad Ade viene sigillata grazie a un sigillo, apposto dalla stessa Sasha.

Sage e Hakurei

Le sue tecniche d'attacco sono le seguenti:
- Talisman Cage (タリスマン・ケージ?, Tarisuman Kēji), è un attacco che forma una gabbia con i talismani vergati dal sangue di Atena, in grado da imprigionare anche Ade al suo interno.
- Onda della Sepoltura spirituale dello Tsei She Ke (積尸気魂葬波?, Sekishiki[10] Konsou Ha) è un attacco simile alla Celeste Fiamma Demoniaca, che però consiste nel fare esplodere gli spiriti.
- Onda infernale del Tsei She Ke (積尸気冥界波?, Sekishiki Meikai Ha) (nota in Italia anche come Strati di Spirito) creando una torsione spazio-temporale-gravitazionale, riesce forzatamente a separare l'anima dal corpo del nemico e a spedirla nello Yomotsu Hirasaka (il limbo di Ade, ovvero l'anticamera del mondo dei morti). L'anima, intrappolata in questo luogo, non può sfuggirvi e prende la via definitiva per il mondo dei morti. Il nome di questo colpo deriva dall'ammasso stellare di Praesepe nella costellazione del Cancro (chiamato Tsei She Ke in cinese e Sekishiki in giapponese) che nella mitologia cinese è considerata la porta d'accesso al mondo degli spiriti in cui confluiscono i fuochi fatui. Il colpo permette, quindi, di guidare le anime attraverso tale foro.

#### Hasgard
Hasgard (牡牛座ハスガード?, Taurus no Hasugādo) è il Cavaliere d'oro del Toro ed è doppiato da Tomokazu Sugita

Hasgard contro Kagaho di Bennu

nella versione originale e da Matteo Brusamonti in quella italiana. Il nome del personaggio in giapponese è Hasugādo e si può traslitterare in due modi: nella versione incorretta Hasgard (usato nella versione italiana manga e in quella portoghese) o in quella ufficiale Rasgado (usato in quella francese e nel materiale promozionale della serie animata). Tuttavia nel fumetto scopriamo che Hasgard ha cambiato il suo nome in Aldebaran dopo essere diventato Cavaliere per vivere "Solo come una stella del Toro".
Hasgard si scontra con un gruppo di Specter di Minosse, annientandoli con facilità. Poco dopo il cavaliere del Toro nota un nuovo nemico avvicinarsi, Kagaho, con il quale ingaggierà un tremendo duello nel quale sarà addirittura sfigurato in viso e diverrà cieco dall'occhio destro. Pur battendo lo Specter, Hasgard decide di risparmiarlo perché si rende conto che non è malvagio, ma solo arrabbiato perché non ha nessuno da proteggere. Hasgard è presente quando Atena e il Grande Sacerdote Sage, teletrasportano Ade alla Torre Malefica per imprigionarlo, tentativo che viene fermato da Pandora, ed è in quest'occasione che si scontra con Violate di Behemot, constatando la sua forza ma riuscendo a frenarla. Tre giorni dopo Hasgard affronta due assassini di Pandora, specializzati in tecniche soniche: Cube di Durahan e Wimber del Pipistrello. Il duello sembra vederlo sconfitto velocemente, ma Asgard reagisce e con la forza bruta annienta Wimber, mentre Cube viene ucciso con il Titan's Nova, sebbene lo Specter riesca a scagliare il suo colpo mortale sul cavaliere d'oro. Ormai in punto di morte Hasgard rivolge un ultimo pensiero ai suoi allievi, raccomandando loro di vivere con forza.
Nel gaiden dedicato a Hasgard, ambientato alcuni anni prima della guerra con Hades, egli si reca sull'Etna dove, con l'aiuto di un automa di nome Cor Tauri, sigilla il corpo del Gigante Encelato, non riuscendo però a sigillare la sua anima.
I suoi colpi sono:
- Great Horn (グレート・ホーン?, Gurēto Hōn): consiste in una esplosione di energia cosmica indirizzata rivolgendo i palmi delle mani aperte contro il nemico, che viene così schiacciato dall'onda d'urto. La particolarità del colpo, definito il più veloce tra quelli dei Cavalieri d'Oro, è l'imprevedibilità, in quanto la posizione d'attacco (il corpo eretto con le braccia incrociate sul petto) è apparentemente una posizione di difesa, e non consente al nemico di fare ipotesi su dove il Great Horn colpirà.
- Titan's Nova (タイタンズ・ノヴァ?, Taitanzu Nova): colpo esclusivo di Hasgar e non del successore Aldebaran, consiste nel concentrare il proprio cosmo nella mano e allungarla in avanti con il palmo verso il basso, successivamente il palmo viene volto verso l'alto producendo una grande fuoriuscita di cosmo dal terreno. La potenza del colpo può essere regolata in modo da non uccidere il nemico. Il Titan's Nova comporta un enorme dispendio di energia per eseguirla.
- Titan's Break (?): solo nel Gaiden, consiste nell'alzare zolle di terreno contro il nemico. Anche questo colpo ha potenza variabile. Questa tecnica verrà sostituita poi dal Titan's Nova dopo avere visto l'attacco da Cor Tauri.

#### Defteros e Aspro
Defteros (双子座のデフテロス,?, Jemini no Defuterosu) è il Cavaliere dei Gemelli. Il suo nome in greco significa "secondo" o "numero due", e nella versione italiana del manga si è scelto di adattarlo nella forma moderna Defteros, anziché nella più antica Deuteros. A partire dal numero 35 dell'edizione italiana il nome è stato italianizzato in Deftero. Aspros (双子座のアスプロス?, Jemini no Asupurosu) è suo fratello, precedente Cavaliere dei Gemelli, e il suo nome significa letteralmente "il bianco".

Defteros sulla copertina del nº 24 di Lost Canvas

Aspro sulla copertina di Lost Canvas

La prima apparizione di Defteros si ha all'arrivo sull'isola di Tenma, che si confronta subito con lui, ignorando che si trattasse di un Cavaliere d'Oro. Defteros si presenta come un individuo tenebroso, sadico e violento, tuttavia, incuriosito dalla tenacia di Tenma, lo accetta come discepolo e gli insegna a manipolare meglio il proprio cosmo e a raggiungere velocemente il Settimo Senso. Dopo la morte di Sisifo, Defteros decide di entrare in azione: risveglia Doko della Bilancia dalla maledizione infertagli dalla spada di Ade e consegna al compagno il sangue della dea Atena, necessario per risvegliarne la gloriosa Armatura. Recuperata l'Armatura, Defteros invia Doko sul Lost Canvas ed è costretto ad affrontare il redivivo fratello Aspro, risorto come Specter dei Gemelli al servizio del signore degli Inferi. In origine il Cavaliere dei Gemelli era, infatti, Aspro, mentre Defteros viveva all'ombra del fratello, costretto a portare una maschera di ferro per nascondere il suo volto; a causa della sua natura aggressiva e della sua carnagione scura veniva ritenuto malvagio e spesso picchiato dalle guardie del Santuario quando si avvicinava troppo al fratello Aspro, l'unico che gli mostrasse un po' di comprensione umana, per osservarne gli allenamenti. Due anni prima dell'inizio della guerra Santa, a seguito della voce che Sage avrebbe scelto Sisifo del Sagittario come suo successore, Aspro (che si era introdotto nello Star Hill e aveva scoperto i segreti del Sacerdote) decise di manipolare il fratello al fine di uccidere Sage e usò su di lui il colpo noto come Illusione Diabolica. Giunto davanti al Sacerdote, però, Defteros scoprì che le voci riguardo alla preferenza di Sisifo erano state messe in giro dallo stesso Sage, originariamente intenzionato a cedere il proprio posto ad Aspro, ma successivamente accortosi di un germe malvagio nell'anima del Cavaliere, e dunque deciso a testarne la fedeltà alla causa. In quella occasione era stato convocato anche Asmita della Vergine, il quale riuscì a fare rinsavire Defteros, che uccise il fratello al posto del sacerdote. Defteros rimase molto colpito dalle parole del fratello e dal gesto compiuto e decise di ritirarsi sull'Isola di Kanon per vivere come un demone (termine tradotto in Italia con Orco). Con la sua morte Defteros riesce a fare tornare normale il fratello Aspro, riversando in lui il suo spirito (cosa che impedirà ad Ade di togliere al Cavaliere d'Oro la vita temporanea che gli ha donato), ma quest'ultimo scontrandosi con Yoma di Mephistofeles, che si scoprirà essere il vero responsabile del suo cambiamento, sembra essere sconfitto. In realtà Aspro apparirà successivamente davanti allo stesso Yoma, salvando la vita di Sion e trasportando il corpo di quest'ultimo e di Dohko sulle spalle.
I colpi di Defteros e Aspro sono:
- Galaxian Explosion (ギャラクシアンエクスプロージョン?, Gyarakushian Ekusupurōjon, in Italia noto anche come Esplosione Galattica): colpo utilizzato come tecnica offensiva che concentra una grande quantità di cosmo, per creare una tremenda esplosione.
- Another Dimension (アナザーディメンション?, Anazā Dimenshon, nota nell'anime italiano come Dimensione Oscura): con questo colpo Defteros crea una specie di buco nero che distorce la linea spazio-temporale e invia l'avversario in un'altra dimensione. Nel capitolo 151 scopriamo che Defteros può usarlo per spostarsi da un luogo all'altro[11].
- Mavros Eruption Clast[12] (マブロス・エラプション・クラスト?, Maburosu Erapushon Kurasuto, lett. Eruzione nera spezzata, nell'attacco sono presenti due parole greche μαυρός, che significa nero o oscuro, e κλαστός, traducibile con spezzato o rotto): tecnica elaborata da Defteros durante il suo esilio sull'isola di Kanon. Colpendo il terreno con la mano, il guerriero sembra provocare un'esplosione di lava incandescente che travolge l'avversario.
- Genro Maōken, in Italia noto anche Demone dell'Oscurità, Illusione dell'Oscurità[senza fonte] o Illusione velata dell'Imperatore: colpo adoperato per manipolare la mente dell'avversario. In questo modo Defteros può costringere qualsiasi avversario a fare qualunque cosa lui voglia, anche per modificarne la memoria e scoprirne i punti deboli.
- Ars Geminga o Arc Geminga: è una tecnica esclusiva di Aspros e mostrata solo nel Gaiden a lui dedicato e non nella serie centrale di Lost Canvas. Aspros innalza il suo cosmo elevando al cielo le sue braccia e crea una sorta di perimetro, in cui agisce una potente forza magnetica che attrae verso il centro colui che è dentro tale campo. Una volta al centro, l'energia accumulata provoca una tremenda esplosione che uccide il malcapitato.

#### Manigoldo
Manigoldo (蟹座のマニゴルド?, Kyansā no Manigorudo) è il Cavaliere d'oro del Cancro, ed è doppiato da Daisuke Ono nella versione giapponese e da Maurizio Merluzzo e Andrea Rotolo (da giovane) in quella italiana.

Manigoldo sulla copertina di un numero di Lost Canvas

Incaricato di vegliare su Tenma e i suoi amici, combatte prima contro lo Specter Veronica di Nasu e, in un secondo momento contro Thanatos, il Dio della Morte a cui tanto desiderava assomigliare da ragazzo. Durante quest'ultimo scontro, incalzato dai continui attacchi del Dio, accorre in suo soccorso il maestro Sage, verso cui Manigoldo pare mostrare grandissimo rispetto e fiducia. Ciononostante, anche i poteri congiunti dei due cavalieri del cancro non sembrano sufficienti per potere ottenere la vittoria. Gravemente ferito e con l'armatura danneggiata, quando Thanatos si stava preparando a scagliare un enorme e definitivo Terrible Providence su Sage, compie un balzo e lo colpisce con violenza al volto con un pugno per poi insultarlo e dirgli di portare rispetto al suo anziano maestro. Per la rabbia contro Manigoldo, Thanatos riattiva la Superdimensione, riaprendo il Percorso degli Dei e disintegrando la gamba destra del cavaliere. A quel punto Sage decide di dare inizio a quello che era stato il suo piano fin dall'inizio: sigillare l'anima del Dio della Morte; usando gli Strati di Spirito per separare l'anima del dio dal corpo che, in realtà, non è che un fantoccio visto che quello vero si trova nell'Elisio, pare riuscire nell'intento. Tuttavia, nel Percorso degli Dei, a Thanatos basta un istante per rientrare nel corpo fittizio; così Manigoldo, esangue e in fin di vita, con gli ultimi bagliori di cosmo rimasti, decide di usare anch'egli gli Strati di Spirito insieme al maestro, separando interamente l'anima di Thanatos dal suo corpo fittizio. Compiuto ciò, senza pensarci due volte, decide di sacrificare la propria vita in cambio della vittoria definitiva sul Dio della Morte, gettandosi insieme al corpo usato dal dio nel Percorso degli Dei, distruggendo quest'ultimo insieme a sé stesso.
Nel Gaiden di questo personaggio affronta insieme ad Albafica il Black Saint dell'Altare, Don Avido, sconfiggendolo con molta difficoltà.
Oltre all'abilità di vedere le anime dei morti Manigoldo possiede varie tecniche di combattimento insegnategli dal suo maestro Sage:
- L'Onda Infernale dello Tsei She Ke (積尸気冥界波?, Sekishiki[10] Meikai Ha, nota anche come Strati di Spirito) creando una torsione spazio-temporale-gravitazionale, riesce forzatamente a separare l'anima dal corpo del nemico e a spedirla nello Yomotsu Hirasaka (il limbo di Ade, ovvero l'anticamera del mondo dei morti). L'anima, intrappolata in questo luogo, non può sfuggirvi e prende la via definitiva per il mondo dei morti. Manigoldo è capace di viaggiare con il suo corpo tra la terra e il limbo, potendo così anche attaccare l'anima del nemico, ove ce ne fosse bisogno. Il nome di questo colpo deriva dall'ammasso stellare di Praesepe nella costellazione del Cancro che nella mitologia cinese è considerato la porta d'accesso al mondo degli spiriti in cui confluiscono i fuochi fatui. Il colpo permette quindi di guidare le anime attraverso tale foro.
- La Celeste Fiamma Demoniaca dello Tsei She Ke (積尸気鬼蒼焔?, Sekishiki Kisouen) si tratta di un attacco che genera un fuoco fatuo che brucia le creature spirituali.
- L'Onda della Sepoltura spirituale dello Tsei She Ke (積尸気魂葬波?, Sekishiki Konsoha) è un attacco simile alla Celeste Fiamma Demoniaca, che però consiste nel fare esplodere gli spiriti dopo averne assorbito l'energia per potenziare il proprio attacco.
- Acubens (アクベンス?, Akubensu) è l'unico attacco fisico di Manigoldo, che consiste nell'afferrare l'avversario con le proprie gambe e usare queste ultime come se fossero una chela per dividerlo in due tramite una sforbiciata. Il nome di questo attacco deriva dalla stella Alfa della costellazione del Cancro, che in arabo significa proprio "chela".

#### Regulus
Regulus (獅子座のレグルス?, Reo no Regurusu) è il Cavaliere del Leone. Il suo nome deriva dalla stella Regolo, la più luminosa della costellazione del Leone, da cui è protetto.

Regulus in copertina del numero 27 di Lost Canvas.

Prima di Regulus il ruolo di Cavaliere del Leone era ricoperto da suo padre Ilias, apparso nel disegno d'apertura del volume 15  e nel capitolo 194, ucciso da Radamante prima che Sisifo del Sagittario prendesse il giovane sotto la sua ala. Nella storia Regulus affronta lo Specter Violate e rimane colpito quando, nell'abbracciare la surplice dell'avversario, si accorge che quest'ultimo in realtà è una donna. Dopo un duro scontro lo Specter rimane però uccisa dal Ligthning Plasma dell'avversario. All'interno del Lost Canvas combatte contro il giudice Radamante, il cui cosmo era stato potenziato da Ade grazie a una goccia del proprio sangue. Al termine di una cruenta battaglia, in cui Regulus trascende i limiti dei Cavalieri d'oro prima eseguendo da solo l'Urlo di Atena e poi adoperando lo Zodiac Clamation (che riunisce tutte le tecniche dei Cavalieri d'oro in un unico colpo), il Cavaliere del Leone comprende finalmente gli insegnamenti del padre: per sconfiggere il Giudice, nemico dai poteri simili a quelli di una divinità, deve fondersi con la natura e diventare un tutt'uno con essa. Decide, dunque, di sacrificarsi e, sotto forma di puro cosmo, riesce a trapassare il cuore del nemico con il Lighting Bolt.
Regulus dispone di un talento naturale prodigioso nell'arte del combattimento. Sisifo afferma che per lui imparare a usare il cosmo di un Cavaliere d'oro e imparare le tecniche relative era facile come respirare, come se fosse stato un guerriero sin dalla nascita. La forza di Regulus non conosce limiti e tanto più combatte tanto più il suo cosmo diventa potente, riuscendo a imparare con una sola occhiata le tecniche di qualsiasi avversario per poi riuscire a riprodurle, non importa che si tratti di uno Specter o di un Cavaliere. Come afferma lui stesso è in grado di imparare osservando il suo avversario nei minimi dettagli, comprendendo il flusso della sua forza e del suo cosmo, in questo modo è in grado di replicarlo con maggiore potenza per imparare qualsiasi colpo segreto. Questa dote gli ha permesso persino di imparare i colpi segreti di tutti gli altri Cavalieri d'oro semplicemente guardandoli. A causa della sua giovane età è un ragazzo immaturo; ciò gli rende difficile comprendere i sentimenti altrui, come lui stesso sottolinea: per quanto mi sforzi non riesco a scorgere nel cuore delle persone, con i miei sforzi posso soltanto superarle nella lotta.
I suoi colpi sono:
- Lightning Plasma (ライトニング・プラズマ?, Raitoningu Purazuma, lett. "Plasma di fulmini", Per il Sacro Leo nella versione dell'anime in italiano): Regulus scaglia una serie di raggi portati alla velocità della luce, che intrappolano il nemico in una fitta rete di raggi luminosi che lo colpiscono da più direzioni, annientandolo; Yato afferma che Regulus sia in grado di sferrare un milione di pugni in un solo secondo grazie alla velocità della luce tipica dei Cavalieri d'Oro.
- Lightning Bolt ( ライトニング・ボルト?, Raitoningu Boruto): Regulus concentra l'energia nel suo pugno e poi la rilascia verso il nemico, facendo scoccare una potente carica elettrica sotto forma di sfera.
- Lightning Crown: Regulus crea una falce di luce che teglia a metà l'avversario, usata nel volume speciale The Lost Canvas Extra.
- Zodiac Clamation (ゾディアック・クラメーション?, Zodiakku Kuramēshon): tecnica che riunisce in sé tutti i poteri dei dodici Cavalieri d'oro e sicuramente la tecnica d'attacco più potente utilizzabile da un cavaliere d'oro; si presenta come un flusso di energia, rappresentato dai simboli dei dodici segni zodiacali, diretto verso il nemico. Questa tecnica è propria solo di Regulus che, grazie al suo talento, ha imparato i 12 colpi più segreti di tutti i cavalieri d'oro e riunendoli in un solo attacco ha creato questo colpo che trascende il potere di un umano portandolo vicino a quello di un dio.
- Athena Exclamation (アテナ・エクスクラメーション?, Atena Ekusukuramēshon): eseguito inizialmente insieme a Sion e Sisifo per aprire il portone della Tela Perduta, viene ripetuto da Regulus in solitaria durante lo scontro con Radamante. Regulus è il solo cavaliere d'oro in grado di usarla da solo.
- Tecnica dell'ombra (影ぬい?, Kagenui): tecnica appresa dallo Specter Violate di Behemoth e da lui resa ancora più potente. Regulus richiama dall'inferno, tramite la sua stessa ombra, le anime degli spiriti per immobilizzare il nemico.
- Gliding Roar (グリーディングロア?, Gurīdingu Roa): tecnica copiata da Rhadamante. Consiste in un forte ruggito che provoca un'onda d'urto, che funge da tecnica sia offensiva che difensiva, Regulus lo ha reso anche più potente. Stando alle parole di Regulus, Rhadamante, se non fosse stato potenziato immensamente da Hades, sarebbe morto dopo avere ricevuto questo attacco.

#### Asmita
Asmita (乙女座のアスミタ?, Barugo no Asumita) è il Cavaliere della Vergine, ed è doppiato da Akira Ishida nella versione giapponese e da Paolo Carenzo in quella italiana.

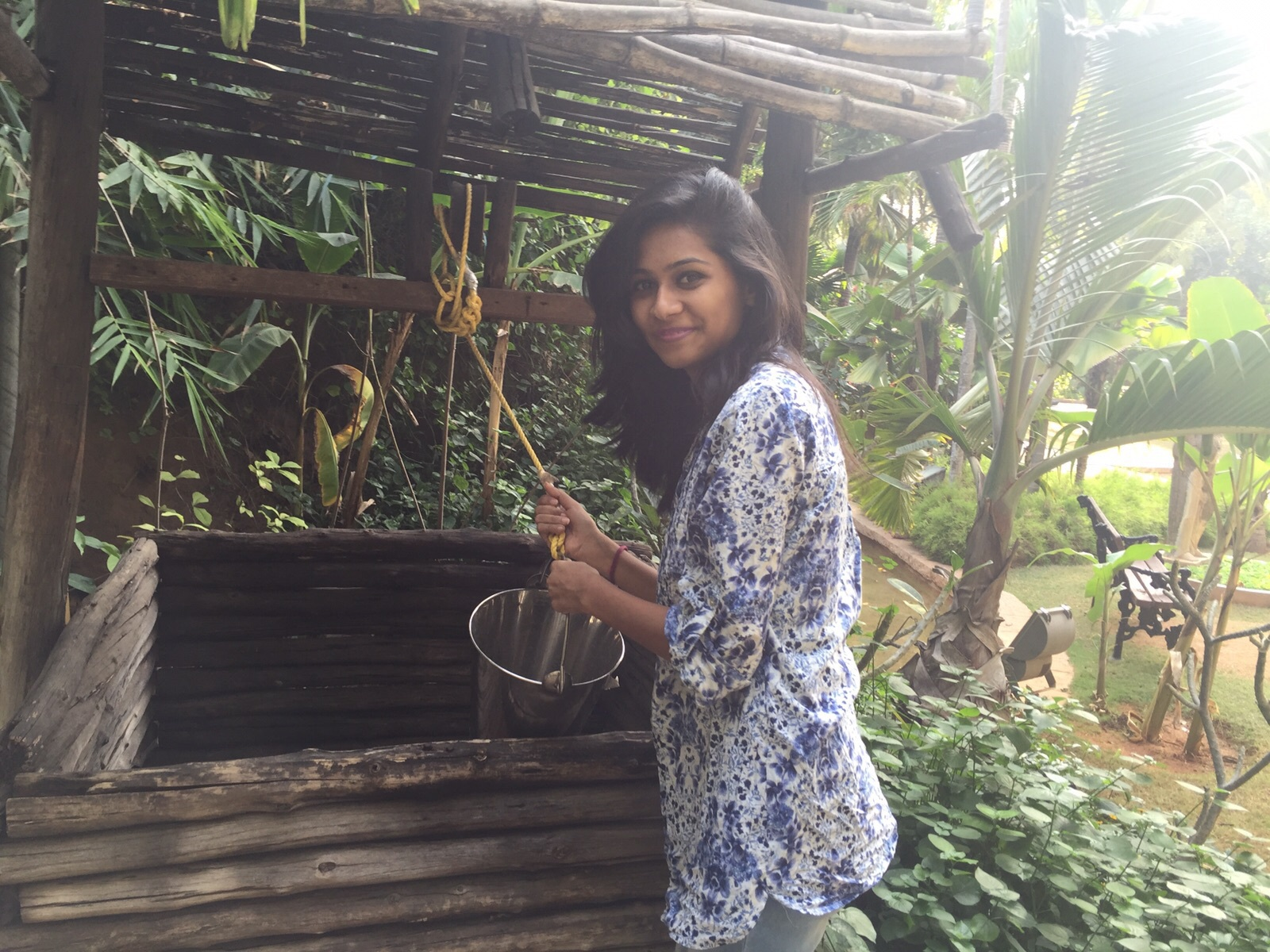
Asmita sulla copertina del #7

Il Cavaliere d'oro della Vergine del XVIII secolo appare per la prima volta per fermare l'avanzata di Tenma, Yato e Yuzuriha, tutti e tre presenti nell'aldilà per recuperare i frutti della Magnolia degli inferi, un albero che ha la facoltà, attraverso i suoi frutti, di impedire la resurrezione degli Specter di Ade. Appena i tre raggiungono Jamir, il vecchio maestro spiega che i frutti della Magnolia sono l'unica forma di vita presente negli inferi e che uniti a un grande cosmo permettono di imprigionare a lungo le anime degli Specter uccisi, impedendo così la loro resurrezione. Asmita, possedendo un cosmo elevato e potendo ottenere l'ottavo senso, si fa carico di preparare un rosario con questi frutti. Mentre Tenma e gli altri combattono contro degli Specter, Asmita sale all'ultimo piano della torre a meditare. Tenma e compagni si rendono presto conto che i loro attacchi sono inutili, ma un cosmo scarlatto fuoriesce dalla torre: gli Specter attaccano Asmita che lancia lo "Spiriti Malefici, dominate il cielo", per poi uccidere quasi tutti gli Specter presenti con i "Sacri Anelli Celesti Danzanti", imprigionando così le loro anime nei grani del rosario appena attivato. Il Cavaliere, tuttavia, avendo fatto esplodere il suo cosmo affinché venisse creata questa nuova arma, muore, lasciando dietro di lui la sua armatura e il prezioso Rosario della Vergine.
Asmita usa le stesse tecniche di Virgo, più precisamente:
- Sottomissione dei Demoni (天魔降伏?, Tenma Kōfuku): Asmita concentra energia nelle mani, e in seguito la rilascia colpendo i suoi nemici, che muoiono dopo avere visto immagini legate alla morte; solitamente, Asmita lancia il colpo nella posizione del fiore di loto.
- Sei Vie della Trasmigrazione (六道輪廻?, Rikudō Rinne): attacco che porta la vittima alla morte, facendone perdere l'anima in uno dei sei mondi della reincarnazione della cultura buddista:

1. Mondo Infernale (地獄界?, Jigokukai): è il luogo dove vengono puniti coloro che in vita furono malvagi.
2. Mondo degli Spiriti Affamati (餓鬼界?, Gakikai): qui vengono puniti coloro che in vita furono avidi e ingordi.
3. Mondo delle Bestie (畜生界?, Chikushōkai): in questo mondo si trovano coloro che vissero guidati unicamente dall'istinto; rinascono in forma di animali.
4. Mondo dei Demoni (修羅界?, Shurakai): è il luogo in cui vengono puniti coloro che in vita furono violenti; chi vi è rinchiuso è costretto a combattere per l'eternità.
5. Mondo Umano (人界?, Jinkai): è un mondo i cui occupanti sono vincolati dal dolore e sono perpetuamente preda dell'incertezza.
6. Mondo Celeste (天界?, Tenkai): è il mondo degli dei, pacifico, ma temibile al tempo stesso, in quanto si può precipitare in uno degli altri mondi in qualsiasi momento.

- Hāṃ (カーン?, Kān): Asmita crea un imponente campo di forza, in grado di proteggerlo da qualsiasi attacco.
- Spiriti maligni, dominate il Cielo (天空破邪魑魅魍魎?, Tenkū Haja Chimi Mōryō): Asmita crea illusioni di spiriti malefici, che confondono e danneggiano i nemici.
- Celeste Danza del Prezioso Circolo (天舞宝輪?, Tenbu Hōrin): Asmita colpisce lo spirito del nemico, a cui toglie i sensi uno a uno, riducendolo a un vegetale; è impossibile sia difendersi che fuggire da tale attacco.

#### Cardia
Cardia (蠍座のカルディア?, Sukōpion no Karudia) è il Cavaliere dello Scorpione, ed è doppiato da Kōji Yusa nella versione originale e da Massimo Triggiani in quella italiana.

Cardia sulla copertina del nº23 di Lost Canvas

Cardia accompagna Degel a Blugrad, e da lì, grazie alla guida di Unity (della sorte del quale a Cardia sembra importare ben poco) i due arrivano ad Atlantide. Lì affronta Radamante con lo Scarlet Needle, riuscendo a bloccarlo per il tempo sufficiente a consentire a Degel di sorpassarlo e proseguire. Dopo un'aspra lotta, Cardia riesce a finire Radamante scagliando lo Scarlet Needle Antares Katakaio con l'aculeo sinistro. Sconfitto Radamante, Cardia si accascia a terra, bruciato dall'interno dalla forza del suo stesso Katakaio, affidando ciò che resta della missione al suo amico Degel. Successivamente riesce, allo stremo delle forze, a rialzarsi e a riportare Unity in superficie, fuggendo da Atlantide.
I suoi colpi sono:
- Scarlett Needle (スカーレット ニードル?, Sukāretto Nīdoru, lett. "Ago scarlatto"): muovendosi alla velocità della luce, il Cavaliere colpisce i centri nervosi dell'avversario con estrema precisione usando l'unghia dell'indice destro che cresce assumendo un colore rosso, in modo da infliggergli dolori terribili e causargli gravi emorragie, come se il nemico ricevesse la puntura velenosa di uno scorpione. La Cuspide Scarlatta però è un colpo mortale per il quale sono necessarie anche fino a quindici punture (una per ogni stella della costellazione dello Scorpione) per morire, ma il dolore cresce a ogni puntura.
  - Scarlett Needle, Antares (アンタレスニードル?, Antaresu Nīdoru, lett. "Ago Scarlatto - Antares"): è l'ultimo dei quindici colpi della Cuspide Scarlatta, potenzialmente fatale per l'avversario, prende il nome dalla stella più grande della costellazione dello Scorpione.
- Scarlett Needle Katakaio (カタケオニードル?, Katakeo Nīdoru): tecnica mortale per chi la riceve ma anche per lo stesso Cardia. Il cuore del cavaliere, infatti, si infiamma sprigionando un calore intensissimo, che viene trasmesso all'avversario attraverso la puntura bruciandolo dall'interno. Neanche lo stesso Cardia è capace di resistere al calore che gli brucia in corpo ed è quindi destinato a morire a sua volta arso vivo dall'interno. La tecnica è legata alla disfunzione cardiaca di Cardia. Il nome della tecnica deriva dal verbo greco κατακαίω, che significa "bruciare".
  - Scarlett Needel Katakaio - Antares (カタケオアンタレス?, Katakeo Antaresu): è l'ultimo dei quindici colpi dello Scarlett Needle Katakayo, quello che segna il colpo di grazia sia per chi lo riceve che per lo stesso Cardia.

#### Sisifo
Sisifo (射手座のシジフォス?, Sajitariasu no Shijifosu) è il Cavaliere del Sagittario, ed è doppiato da Hirofumi Nojima nella versione giapponese e da Renato Novara in quella italiana.

Sisifo (dietro Sasha e Tenma) nella copertina di un volume dell'edizione italiana del manga.

Sisifo, Libra, Shin e Hasgard si lanciano contro Hades, ma si ritrovano come paralizzati, fermi al loro posto. Atena sembra alla mercé del Dio, ma è allora che Sisifo, contro ogni previsione, riesce a muoversi e scaglia una freccia d'oro impregnata di cosmo contro Ade. Sfortunatamente la freccia viene respinta dal Dio dei morti e colpisce al cuore Sisifo.
Inizialmente i Cavalieri d'oro lo credono morto, ma in realtà si trova solo in uno stato comatoso, a causa del fatto che la ferita è stata provocata da Hades in persona e per tanto la ferita tocca non solo il corpo ma anche l'anima. Il suo cosmo viene sigillato da Hypnos e Thanatos, e la sua anima intrappolata nel mondo dei sogni dagli Oneiroi. Sasha approfitta della situazione per proiettarsi direttamente nel mondo del sogno alla ricerca di Sisifo, e lo trova sprofondato in un tormento senza fine destinato a corrompere l'animo del cavaliere. Trasformatosi in Specter, si rivolta contro Atena. Quest'ultima lo affronta e riceve senza esitazione la sua freccia, liberandolo dal maleficio di Ade. Sisifo si sveglia nella nona casa del Sagittario. È lì che, guidato dal cosmo di Atena, scaglia una freccia in direzione dell'Italia che permette a El Cid, il quale la taglia in quattro parti, di sconfiggere gli Dei del sogno. In seguito alla morte del Gran Sacerdote e al rifiuto di Hakurei dell'altare di assumere questa funzione, è Sisifo che accetta di prendere il comando delle armate di Atena durante l'assalto al castello di Ade. Sisifo continua a svolgere la stessa funzione anche nel corso dei lavori di liberazione dell'arca che porterà l'esercito di Atena sul Lost Canvas. Liberata e libratasi in volo la nave, il cavaliere del Sagittario affronta e allontana Eaco acquisendo l'ottavo senso. Successivamente, Sisifo si sottopone volontariamente alla "pesatura del cuore" causata dalla tecnica dello Specter Pharaoh: solo chi ha il cuore pesante come la piuma di Maat (simbolo della verità) può sbloccare l'accesso al dipinto. Il cavaliere estrae il suo cuore, che risulta pesante come la piuma, e dimostra così la sua fedeltà ad Atena; subito dopo sconfigge facilmente Pharaoh, ma rimane a sua volta vittima del suo stesso gesto e, seppur ormai in fin di vita, aiuta Regolo e Sion per l'esecuzione dell'Urlo di Atena al fine di abbattere il portone del dipinto. Alla sua morte un nugolo di piume, simbolo delle ali con cui voleva proteggere le altre persone, si riversa sui suoi compagni.
La sua tecnica mortale è il Cheiron Light Impulse (ケイロンズライトインパルス?, Keironzu Raito Inparusu), un poderoso raggio di luce che provoca un irruente tornado.

#### El Cid
El Cid del Capricorno (山羊座のエルシド?, Kapurikōn no Erushido) è il cavaliere del Capricorno ed è doppiato da Kazuya Nakai nella versione giapponese. Il suo nome deriva dal celebre eroe spagnolo Rodrigo Díaz di Bivar, conosciuto proprio come El Cid.

El Cid sulla copertina del volume 17 di Lost Canvas

El Cid appare nella storia durante lo scontro con gli dèi dei sogni, di cui si dimostrerà il maggiore avversario. Viene mandato con Manigoldo come guardia del corpo di Tenma, in modo da proteggerlo, e a questo aggiunge la missione di ritrovare lo spirito di Sisifo, imprigionato dalle divinità dei sogni.
El Cid ha come sottoposti tre Cavalieri le cui costellazioni vengono svelate negli OAV: Tsubaki della Vela, Lacaille della Poppa e Rusk della Bussola. Tutti e tre sono uccisi da Oniro alla loro prima apparizione.
El Cid utilizza le stesse tecniche già presenti nel manga classico:
- Excalibur (聖剣?, Ekusukaribā, lett. Sacra Spada, pronunciata Excalibur tramite il furigana): El Cid scaglia potenti lame energetiche dal suo braccio destro; può inoltre regolarne la potenza e la capacità di taglio a seconda di come brucia il suo cosmo.
- Jumping Stone (ジャンピング・ストーン?, Janpingu Suton): El Cid salta e colpisce il nemico con un potente calcio volante; utilizza questa tecnica in combinazione con Tenma nello scontro con Oniro, per spingerlo al di fuori del mondo dei sogni.

#### Degel
Degel (?, Aquarius no Degel) è il Cavaliere dell'Aquario ed è doppiato da Daisuke Hirakawa nella versione giapponese e da Ismaele Ariano in quella italiana.
È uno dei comandanti che guidano l'esercito del Santuario nell'attacco diretto contro il castello di Hades. Proprio in questa occasione frena Dhoko di Libra, che vorrebbe attaccare senza alcuna strategia, invitandolo a riflettere sul numero di perdite che subirebbero se agissero prima dell'abbattimento dell'ultima barriera a difesa della rocca del Re dell'oltretomba. A lui Athena affida il compito di trattare con il dio Poseidone per avere l'oricalco, unica forza disponibile a contrastare l'attacco di Hades. Insieme a Cardia dello Scorpione raggiunge Blue Grado, e da lì (insieme anche all'amico d'infanzia Unity) Atlantide, capitale del regno sottomarino dove lui e Cardia si scontrano con Pandora e Radamante. In seguito Degel combatterà contro il cavaliere di Sea Dragon, che si rivelerà essere Unity, sopravvissuto grazie alle proprietà di guarire le ferite fisiche proprie del cavaliere di Poseidone. Egli tenta di usare lo spirito di Poseidone per salvare la vita della sorella Seraphina gravemente malata a causa della debolezza fisica dovuta al gelo di Blue Grado e allo stress dovuto al lavoro di una vita, ella infatti desiderava ardentemente fare divenire Blue Grado una fiorente città e questo le toglieva via molto tempo. L'oricalco rotto da Pandora, che si era ripresa dopo essere svenuta nel corridoio che portava al sarcofago di Seraphina a causa dell'enorme potere della ragazza, riversa tutto il suo potere nel corpo della ragazza che immediatamente si riveste della God Cloth del dio dei mari. In questo frangente Degel si accorge che Seraphina non è in realtà malata come crede il fratello ma ormai morta, capisce dunque che quello che si sta risvegliando non è la ragazza ma il dio dei mari da sempre nemico di Athena. Al fine di impedire il risveglio di Poseidone all'interno del corpo di Seraphina, decide di utilizzare tutte le sue energie per congelare Atlantide; in questo modo, però, rimane prigioniero eterno del suo stesso ghiaccio.
Nel Gaiden di questo personaggio Degel affronta 4 guerrieri bambini chiamati Jewel comandati da una donna malvagia chiamata Garnet; poi rischia la vita contro il suo maestro Krest (che sta dalla parte di Garnet sotto il nome di Koh-i-Nur), che alla fine riesce a sconfiggere insieme a Garnet.
Le sue tecniche sono identiche a quelle presenti nel manga classico:
- Diamond Dust (ダイヤモンド・ダスト?, Daiyamondo Dasuto): da un pugno sprigiona un potente getto di aria congelante che immediatamente congela tutto ciò che colpisce. È in grado di usare anche una versione modificata, il Diamond Dust Ray (ダイヤモンド・ダスト・レイ?, Daiyamondo Dasuto Rei) (marchio di fabbrica di Krest, maestro di Degel) mostrata però solo nel Degel Gaiden, ma non nella serie originale. La particolarità di quest'ultima tecnica sembra quella d'imprigionare i contendenti in una cupola di ghiaccio, dalla forma di un diamante. All'interno di essa Degel è capace di sprigionare dei raggi congelanti e lucenti che raggiungono il nemico, talvolta rimbalzando nelle varie pareti della cupola.
- Freezing Coffin (フリージング・コフィン?, Furījingu kofin): grazie al suo cosmo Degel crea un feretro di ghiaccio eterno quasi indistruttibile (solo con lo zero assoluto o le armi della Bilancia o un cavaliere il cui cosmo è superiore allo stesso Degel possono distruggerla). Il corpo che viene rinchiuso in questa bara di ghiaccio, rimane perfettamente integro in eterno.
- Aurora Execution (オーロラ・エクスキューション?, Õrora Ekusukyūshon, lett. "Esecuzione dell'Aurora"): il colpo più potente delle energie fredde; le braccia unite sul capo formano come un'anfora dal cui becco si sprigiona un getto di energia congelante che ha le sembianze di una meravigliosa aurora, che congela all'istante tutto ciò che colpisce a una temperatura prossima allo 0 assoluto.
- Koliso (カリツォー?, Karitsō, errata romanizzazione di Kol'co, ossia "Anello" in russo. Cirillico: Кольцо): una serie di anelli di ghiaccio che immobilizzano l'avversario; possono essere usati anche come difesa. È in grado di usare anche una versione potenziata di questi anelli chiamata Grande Koliso (偉大な・カリツォー?, Idaina Karitsō, Grand Kol'co, traducibile come "Grande anello di ghiaccio"), mostrata però solo nel Degel Gaiden ma non nella serie originale.

#### Albafica
Albafica di Pisces (魚座のアルバフィカ?, Pisukesu no Arubafika), o Albafica dei Pesci, è il Cavaliere dei Pesci, ed è doppiato da Hiroshi Kamiya nella versione giapponese e da Matteo de Mojana in quella italiana. È anche il protagonista del CD Drama Albafica Gaiden - Aku Kizuna, dove viene narrato il suo passato.

Albafica nella copertina di un volume del manga

Albafica viene ritrovato ancora in fasce dal precedente Cavaliere dei Pisces, Lugonis, in un roseto composto di rose demoniache. Il fatto che il bimbo fosse sopravvissuto nonostante la velenosità dei fiori spinge Lugonis a prenderlo con sé e a farne il proprio allievo. Poco dopo il risveglio del dio Ade, un gruppo di Specter guidati da Minosse del Grifone, uno dei tre Comandanti supremi delle armate infernali, fu inviato a tentare l'invasione del Santuario. Albafica abbandonò il suo tempio e andò a ricevere i nemici alle porte di un vicino villaggio, Rodorio, accogliendoli con un tappeto di rose rosse. Dopo avere sconfitto molti avversari, tra cui Niobe di Deep, viene affrontato da Minosse in persona. Ingaggia un durissimo scontro con il Gigante degli Inferi, riuscendo a sopraffarlo alla fine con la Rosa Bianca.
Nel Gaiden dedicato ad Albafica egli si reca su un'isola dove sconfigge il malvagio Specter Luco, fratello del suo maestro Lugonis, grazie anche all'aiuto di un bambino, allievo di Luco.
Albafica ha un aspetto che lo rende assai simile ad Afrodite, cavaliere dei Pesci della serie classica, infatti viene più volte rimarcato come bellissimo. Diversamente dal suo successore, però, Albafica non dà la minima importanza a questo. Come dice lui, infatti, ha sempre vissuto in solitudine per paura che il suo sangue velenoso facesse male ad altre persone e che la bellezza non ha alleviato affatto il dolore che ha provato per il suo modo di vivere. Ha anche sempre reputato un insulto l’essere definito “bellissimo” perché lo ritiene un giudizio molto superficiale.
Le tecniche di Albafica si basano sulle rose e in generale sono uguali a quelle di Afrodite:
- Royal Demon Rose (ロイヤル・デモン・ローズ?, Roiyaru Demon Rōzu, Rosa di sublime bellezza o Rosa demoniaca): un tipo di rosa rossa apparentemente innocua, che però avvelena più o meno lentamente l'avversario e lo uccide senza sofferenze. Albafica ha adornato le scale che conducono alle Stanze del Sacerdote con un manto di queste rose.
- Piranha Rose (ピラニアン・ローズ?, Piranian Rōzu, Rosa di fatale incanto): è la seconda qualità di rose adoperate da Albafica. A differenza delle rose rosse, che danno morte lentamente e dolcemente, le rose nere distruggono le difese avversarie con la voracità e la violenza degli omonimi pesci, fino a uccidere il nemico. La loro potenza spesso è sufficiente a fermare un attacco avversario diretto, come per esempio un pugno.
- Bloody Rose (ブラッディ・ローズ?, Buraddi Rōzu, Rosa bianca): è l'arma più potente di Albafica, una rosa che colpisce l'avversario al cuore, fino ad assorbirne tutto il sangue per diventare rosso cremisi. La rosa può essere impregnata dello stesso sangue di Albafica e apparire come una comune Royal Demon Rose, diventando ancora più letale, poiché inietterebbe nel nemico il sangue venefico del Cavaliere d'Oro. Per proteggere Rodorio, Albafica ha piantato intorno al villaggio dei cespugli di Rose bianche.
- Crimson Thorn (クリムゾン・ソーン?, Kurimuzon sōn, Spine cremisi): è l'unica tecnica a essere adoperata solo da Albafica e non da Fish. Albafica sfrutta la veneficità del suo sangue per colpire il nemico, generando un attacco simile a una pioggia di spine che penetrano l'avversario, uccidendolo in pochi istanti. La tecnica è comunque pericolosa per lo stesso Albafica, poiché per adoperarla deve privarsi di parte del suo sangue, rischiando quindi di dissanguarsi se utilizza un'elevata quantità di sangue.

### Cavalieri d'Argento
| Nome                 | Nome originale                        | Costellazione | Note |
| -------------------- | ------------------------------------- | ------------- | --- |
| Hakurei dell'Altare  | 祭壇座のハクレイ (Arutā no Hakurei)   | Altare        | |
| Yuzuriha della Gru   | 鶴星座のユズリハ (Kurein no Yuzuriha) | Gru           | co-protagonista della serie. In Saint Seiya Omega, Gru è un bronze saint, quindi ciò è un'incongruenza tra le due serie. |
| Lacaille della Poppa | 船尾座のラカーユ (Puppisu no Rakāyu)  | Poppa         | allievo di El Cid |
| Tsubaki della Vela   | 帆座のツバキ (Vera no Tsubaki)        | Vela          | allievo di El Cid |

Nella serie appaiono altri Cavalieri d'argento(semplici comparse o camei) di cui non è rivelato il nome ma solo la costellazione:
- Cane maggiore
- Cani da Caccia
- Cerbero
- Auriga
- Freccia
- Lucertola
- Balena
- Perseo
- Ercole
- Corvo
- Ofiuco

#### Hakurei
Hakurei (祭壇座のハクレイ?, Arutā no Hakurei), doppiato da Kenyu Horiuchi e da Donato Sbodio nell'adattamento italiano, è il Cavaliere dell'altare e riconosciuto come il patriarca della stirpe muriana del Jamir.

Hakurei con la spada insieme ad Atla

Hakurei dell'altare è l'anziano del Jamir, maestro di Shin, Yuzuriha e Atla, nonché fratello di Sage. È sopravvissuto assieme a suo fratello alla precedente Guerra Sacra. Anche se addestratosi per l'armatura d'oro del Cancro, lasciò l'investitura al fratello Sage e scelse per sé l'armatura d'argento dell'Altare. Rinunciò alla candidatura per Gran Sacerdote, lasciando al fratello anche questo titolo e si ritirò nel Jamir. Compare per la prima volta quando invia Yato e Yuzuriha negli inferi con lo scopo di salvare Tenma. Dopo la morte del fratello, Hakurei prende il suo posto come Gran Sacerdote, fingendo che Sage sia ancora vivo per non distruggere il morale dei cavalieri. Affinché il potere dei cavalieri non si riducesse del 90%, Hakurei fa irruzione nella barriera di Ade e tenta di abbatterla con la Spada di Atena. Hakurei sconfigge facilmente la fanteria degli specter e fa irruzione nella chiesa di Ade, dove si scontra con Ipno, che aveva nel frattempo sconfitto i suoi discepoli Shin e Yuzuriha. Usando il suo ultimo attacco Sekishiki Tenryoha Hakurei rievoca le anime dei precedenti compagni d'arme, compreso suo fratello Sage. Hakurei usa il loro potere per formare una sfera energetica, che distraesse l'attenzione di Ipno; cosicché, mentre quest'ultimo tenta di fermare il colpo, Hakurei scatena la propria anima verso l'ormai indifeso Ipno per rinchiuderlo nello scrigno. Tuttavia, prima che Hakurei riesca a fare breccia nella barriera di Ade, quest'ultimo appare e lo uccide, per poi usarne la salma di Hakurei per ingannare i cavalieri, facendogli attraversare la barriera e privandoli dell'energia.
I suoi colpi sono i seguenti:
- Onda Infernale del Tsei She Ke (積尸気冥界波?, Sekishiki Meikaieha): creando una torsione spazio-temporale-gravitazionale, è possibile separare forzatamente l'anima dal corpo del nemico e a spedirla nello Yomotsu Hirasaka (il limbo di Ade, ovvero l'anticamera del mondo dei morti). L'anima, intrappolata in questo luogo, non può sfuggirvi e prende la via definitiva per il mondo dei morti. Hakurei è capace di viaggiare con il suo corpo tra la terra e il limbo, potendo così anche attaccare l'anima del nemico, ove ce ne fosse bisogno. Il nome di questo colpo deriva dall'ammasso stellare di Praesepe nella costellazione del Cancro (chiamato Tsei She Ke in cinese e Seishiki in giapponese) che nella mitologia cinese è considerato la porta d'accesso al mondo degli spiriti in cui confluiscono i fuochi fatui. Il colpo permette quindi di guidare le anime attraverso tale foro.
- Onda degli Spiriti Rinati dello Tsei She Ke (積尸気転霊波?, Sekishiki Tenryoha): Hakurei richiama gli spiriti dei suoi antichi compagni attraverso lo Tsei She Ke, e successivamente li riunisce in forma di sfera, che scaglia contro il nemico. La tecnica è la più potente a disposizione di Hakurei, ma comporta un enorme sforzo fisico. Inoltre viene specificato che può essere usata solo raramente.

### Cavalieri di Bronzo
I Cavalieri di bronzo sono la casta più bassa dei guerrieri della dea Atena.
| Nome                       | Nome originale                              | Costellazione | Note                        |
| -------------------------- | ------------------------------------------- | ------------- | --------------------------- |
| Bleriot del Leone Minore   | 子獅子星座のブレリオ (Raionetto no Burerio) | Leone Minore  |                             |
| Tenma di Pegaso            | 天馬星座のテンマ (Pegasasu no Tenma)        | Pegaso        | protagonista della serie    |
| Yato dell'Unicorno         | 一角獣星座の耶人 (Yunikōn no Yato)          | Unicorno      | co-protagonista della serie |
| Karcis dell'Idra           | 海ヘビ星座のカーチス (Hidora no Kāchisu)    | Idra          |                             |
| Douglas dell'Orsa Maggiore | (大熊星座のダグラス, Beā no Dagurasu)       | Orsa Minore   |                             |
| Yunkas del Lupo            | (狼星座のユンカース, Urufu no Yunkāsu)      | Lupo          |                             |
| Rusk della Bussola         | 羅針盤座のラスク (Pikushisu no Rasuku)      | Bussola       | allievo di El Cid           |

#### Bleriot
Bleriot (子獅子星座の蛮?, Lionet no Bleriot) è il Cavaliere della costellazione del Leone Minore. All'inizio della Guerra Sacra, Blèriot fu inviato assieme a Doko di Libra, Shion dell'Ariete, Tenma di Pegasus, Yato dell'Unicorno e i Cavalieri di Balena e Lucertola nel Villaggio di Tenma. A causa della presenza degli Specter nel villaggio, Blèriot rimase ferito e fu costretto a ritirarsi dopo il decesso di Yato e Tenma a causa di Ade. Tempo dopo, Blèriot prese parte a una missione in Italia, dove gli italiani si incamminarono verso il Lost Canvas. Insieme ai compagni Junkers del Lupo, Curtiss dell'Idra e Douglass dell'Orsa, cominciò a compiere missioni per il Santuario. Poi, assieme a Yato, Yuzuriha della Gru e Regulus del Leone, furono inviati in Jamir a cercare una nave tra i ghiacci. Appena la trovarono, Blèriot e i tre amici cominciarono i lavori di riparazioni ma vennero attaccati da Violate di Behemoth. Nessuno dei quattro amici riuscì a bloccarla con la propria forza. Insieme a Violate v'erano dei soldati dell'esercito di Ade e lo Specter Stand dello Scarafaggio. Eaco, comandante dell'esercito degli Specter, scese sul campo ma fu bloccato da Sisifo del Sagittario. Egli disse ai Cavalieri di riattivare la nave collocando un Cristallo di Oricalco sull'albero maestro. Douglas e Curtiss si sacrificarono per fare andare avanti i compagni mentre Blèriot e Junkers collocarono l'Oricalco sull'albero maestro, che ebbe di conseguenza il decesso dei due Cavalieri. Le anime dei quattro amici divennero così parte della Nave.

#### Yato
Yato dell'Unicorno (一角獣星座の耶人?, Unicorn no Yato), doppiato in giapponese da Atsushi Abe e da Jacopo Calatroni in Italiano Cavaliere dell'Unicorno.

Yato (in alto al centro) con Tenma e Yuzuriha

Shiori Teshirogi ha rivelato di avere concepito Yato come un ragazzo che desidera essere un eroe, evitando quindi di dargli un passato tragico (inserito nel secondo OAV della seconda stagione) come la maggioranza dei protagonisti della serie dei Cavalieri.
A differenza del suo successore Asher, che si è allenato in Algeria, Yato ha fatto il tirocinio al Santuario di Atena dov'è stato compagno d'addestramento del giovane Regolus, Cavaliere del Leone. Nella serie animata viene approfondito il suo passato, rivelando che Yato è nato in un paese orientale e che ha due sorelle maggiori, Mi-jong e Jiu. La prima sembra essere una veggente, poiché quando sviene ha visioni che descrivono la guerra che sta per scoppiare tra Atena ed Ade. È grazie alle visioni della sorella che Yato apprende (seppur generalmente) dei Cavalieri di Atena e comincia a sognare di diventare un eroe. Con questo scopo segue il Cavaliere dello Scorpione Cardia al Santuario, dopo che quest'ultimo salvò lui e Mi-jong da uno Specter che aveva distrutto il villaggio vicino al loro, dove si erano recati alla ricerca di un medico per la ragazza. Alla sua prima apparizione nell'anime lo si vede comportarsi da bulletto con un Tenma appena arrivato al Santuario. In questa scena il futuro Cavaliere dell'Unicorno sembra essere a capo di una piccola banda e si dice che sia l'allievo più bravo del Grande Tempio. Nel corso della serie Yato sembra sviluppare un profondo legame con la Sacerdotessa Guerriero Yuzuriha, Cavaliere d'Argento della Gru e anche il suo rapporto con Tenma migliorerà, in quanto resterà al fianco dell'amico-rivale in molte avventure. Tra gli spettri affrontati da Yato ci sono nella terra di Hades Stand di Deadly Beetle, nella foresta di Tanatos Veronica di Nasu e nel regno di Ipnos Oniro dei Sogni. Dopo essere approdato nella Tela Perduta insieme al grosso dell'esercito di Atena, è stato pietrificato come quasi tutti i soldati, evitando tuttavia che Tenma subisse la stessa sorte. Viene poi liberato da Sasha, e insieme ai restanti Cavalieri e soldati semplici corre in aiuto di Tenma durante la battaglia finale contro Aron, incitandolo a non arrendersi. Nell'ultimo capitolo si apprende che è sopravvissuto alla guerra dopo essere stato teletrasportato insieme a Yuzuriha in Jamir da Atora, e che Atena ha sigillato il cosmo a lui e alla ragazza, in modo che i due possano vivere una vita da normali esseri umani.
Yato possiede lo stesso colpo segreto del suo successore, lo Unicorn Gallop (Criniera dell'unicorno nella versione italiana dell'anime classico) che consiste nel lanciare una serie di calci dall'alto, alla velocità del suono.

### Altri seguaci di Atena
Elencati in ordine di apparizione:
| Nome           | Nome originale     | Note                                                                |
| -------------- | ------------------ | ------------------------------------------------------------------- |
| Atora          | アトラ (Atora)     | Allievo di Hakurei                                                  |
| Saro           | サロ (Saro)        | Allievo di Aldebaran                                                |
| Selinsa        | セリンサ (Serinsa) | Allieva di Aldebaran                                                |
| Teneo          | テネオ (Teneo)     | Allievo di Aldebaran, sopravvissuto alla guerra, cavaliere del Toro |
| Gansa          |                    | Allievo di Corvo                                                    |
| Shou           |                    | Allievo di Corvo                                                    |
|                | パキア (Pakia)     | allievo di El Cid, esclusivo dell'anime                             |
| Mu dell'Ariete | Aries no Mu        | Futuro allievo di Sion, apparso nell'epilogo                        |
|                | Kiki               | Allievo di Mu, possibile discendente di Yuzuriha                    |

Nella serie animata sono apparsi anche i seguenti Cavalieri, le cui costellazioni sono rivelate sul booklet dell'ultimo DVD della seconda stagione:
- Delfino
- Indiano
- Tucano
- Corona boreale
- Pesce volante
- Eridano
- Boote
- Lepre
- Cassiopea
- Giraffa

## Seguaci di Ade
Gli Spettri sono i guerrieri devoti al dio Ade dalla forza simile a quella dei Cavalieri di Atena. Le loro armature corrispondono ciascuna a una delle 108 stelle malefiche tratte dal romanzo cinese I Briganti (in originale Shui hu zhuan)

### Comandante dell'Armata Infernale
| Nome    | Nome originale     | Ruolo                                                          |
| ------- | ------------------ | -------------------------------------------------------------- |
| Pandora | パンドラ (Pandora) | Sacerdotessa di Ade e comandante supremo dell'armata infernale |

### Generali d'Inferno
I Generali d'Inferno (meglio noti in Italia come Giganti del mondo dei morti) sono i tre guerrieri più forti di Ade (ma va detto che, a differenza della serie classica, in questa serie compaiono alcuni personaggi nuovi tra le file degli Spettri, i cui poteri sono paragonabili a quelli dei suddetti Generali). Sono tra i pochi Spettri ammessi al cospetto di Ade e tra loro c'è un rapporto di rivalità e competizione che li porta spesso a ostacolarsi a vicenda. Tutti gli altri Spettri sono suddivisi equamente sotto il loro comando e la loro autorità è rispettata da tutto l'esercito di Ade forse sia per riverenza che per timore della loro potenza superiore. Il loro potere rivaleggia con quello dei Cavalieri d'oro.
| Nome                    | Nome originale                                                    | Stella                                    |
| ----------------------- | ----------------------------------------------------------------- | ----------------------------------------- |
| Eaco di Garuda          | 天雄星ガルーダのアイアコス (Ten'yusei Garūda no Aiakosu)          | Ten-yu Sei (Stella dell'Eroismo Celeste)  |
| Minosse del Grifone     | 天貴星グリフォンのミーノス (Tenkisei Gurifon no Minosu)           | Ten-ki Sei (Stella della nobiltà Celeste) |
| Radamante della Viverna | 天猛星ワイバーンのラダマンティス (Tenmōsei Baibān no Radamantisu) | Ten-mō Sei (Stella della Ferocia Celeste) |

### Guardiani degli Astri
I Guardiani degli astri (星の守り人?, Hoshi no Moribito) sono i più potenti difensori di Ade e del suo palazzo che si trova nel cielo della Tela Perduta. Viene esplicitamente fatto intendere che i più valenti di essi possono addirittura essere considerati a un livello di forza pari se non superiore a quello dei Generali d'Inferno. Il loro compito è difendere le otto Case Malefiche che precedono la residenza di Ade in modo simile a come i Cavalieri d'oro difendono le dodici Case al Santuario di Atena. Ogni Casa Malefica ha la struttura di un luogo collegato allo Spettro che lo difende e porta il nome di uno degli otto pianeti del Sistema Solare: Mercurio, Venere, Terra, Marte, Giove, Saturno, Urano e Nettuno, più la Casa di Plutone (l'ex Duomo della Foresta) dove viene affrontato lo spirito di Ade.
Alcuni guardiani hanno ricevuto l'incarico solo successivamente, e per questo sono elencati in altre tabelle. Essi sono:
- Kagaho di Bennu (Terza Casa, Terra)
- Radamante della Viverna (Sesta Casa, di Saturno)

| Casa        | Nome                 | Nome originale                                              | Stella                                      | Note                                                                 |
| ----------- | -------------------- | ----------------------------------------------------------- | ------------------------------------------- | -------------------------------------------------------------------- |
| 1. Mercurio | Yoma di Mefistofele  | 天魁星メフィストフェレスの杳馬, (Mefisutoferesu no Yōma)    | Ten-kai Sei (Stella del Principio Celeste)  | Padre di Tenma di Pegaso e incarnazione del dio Kairos               |
| 2. Venere   | Rune di Barlon       | 天英星バルロンのルネ(Barlon no Rune)                        | Ten-ei Sei (Stella dell'Eccellenza Celeste) |                                                                      |
| 3. Terra    | Kagaho di Bennu      | 天暴星ベヌウの輝火 (Tenbōsei Benū no Kagaho)                | Ten-bo Sei (Stella della Furia Celeste)     |                                                                      |
| 4. Marte    | Aspro                | 双子座のアスプロス (Jemini no Asupurosu)                    | Spettro non ufficiale                       | ex-Cavaliere d'Oro dei Gemelli, fratello di Defteros                 |
| 5. Giove    | Valentine dell'Arpia | 天哭星ハーピーのバレンタイン (Tenkokusei Hāpī no Barentain) | Ten-koku Sei                                |                                                                      |
| 7. Urano    | Partita del Gufo     | オウルのパルティータ, (Ouru no Parutīta)                    | Spettro non ufficiale                       | Madre di Tenma di Pegaso e messaggera di Atena, "infiltrata" da Yoma |
| 8. Nettuno  | (inedito)            |                                                             |                                             |                                                                      |

### Spettri delle Stelle Malefiche Celesti
Sono i guerrieri di Ade che solitamente si collocano nelle posizioni più elevate. Hanno compiti importanti come difendere una delle nove Prigioni infernali o fare da scorta ad Ade, a Pandora o a uno dei tre Giganti. I più importanti tra loro, assieme ai tre Giganti, sono i soli Spettri a cui è concesso di presentarsi davanti al loro dio.
| Nome                           | Nome originale                                                            | Stella                                       | Note                                                                                    |
| ------------------------------ | ------------------------------------------------------------------------- | -------------------------------------------- | --------------------------------------------------------------------------------------- |
| Byak del Negromante            | 天霊星ネクロマンサーのビャク, (Tenryōsei Nekuromansā no Byaku)            | Ten-ryō Sei (Stella dello Spirito Celeste)   | sottoposto di Minosse                                                                   |
| Caronte di Acheronte           | 天間星アケローンのカロン, (Tenkansei Acheron no Caron)                    | Ten-kan Sei (Stella dello Spazio Celeste)    | Traghettatore del mare di nuvole della Tela Perduta                                     |
| Fedor della Mandragola         | 天傷星マンドレイクのヒョードル (Tenshōsei Mandoreiku no Hyōdoru)          | Ten-sho Sei (Stella della Ferita Celeste)    | guardiano della Salita che conduce all'aldilà                                           |
| Flegià del Licaone             | 天罪星リュカオンのフレギアス (Tenzaisei Ryukaon no Furegiasu)             | Ten-zai Sei (Stella della Colpa Celeste)     | appare nel manga classico                                                               |
| Gordon del Minotauro           | 天牢星ミノタウロスのゴードン (Minotaur no Gordon)                         | Ten-ro Sei (Stella del Cielo Prigioniero)    | sottoposto di Rhadamante, combatte in coppia con Queen. Appare nel manga classico       |
| Gregor del Genbu               | 天退星玄武のグレゴー, (Tentaisei Genbu no Guregō)                         | Ten-tai Sei (Stella dell'Espulsione Celeste) |                                                                                         |
| Luko della Driade              | 天立星ドリュアスのルコ (Tenryūsei Doryuasu no Ruko)                       | Ten Ryu Sei(Stella dell'Elevazione Celeste)  | Fratello di Rugonis, apparso inizialmente nel CD Drama pubblicato in Giappone nel 2010. |
| Pharao della Sfinge            | 天獣星スフィンクスのファラオ (Tenjū Sei Sphinx no Pharaoh)                | Ten-jū Sei (Stella della Fiera Celeste)      | Custode della porta della Tela Perduta                                                  |
| Queen di Alraune               | 天魔星アルラウネのクィーン (Alraune no Queen)                             | Ten-ma Sei (Stella del Cielo Demoniaco)      | sottoposto di Radamante, combatte in coppia con Gordon. appare nel manga classico       |
| Silfide del Basilisco          | 天捷星バジリスクのシルフィード (Shylpheed no Basilisk)                    | Ten-sho Sei (Stella del Cielo Agile)         | sottoposto di Radamante. Appare nel manga classico                                      |
| Stand dello Scarabeo infernale | 天醜星デッドリービートルのスタンド, (Tenshūsei Deddorī Bītoru no Sutando) | Ten-shū Sei (Stella della Lordura Celeste)   |                                                                                         |
| Tokusa                         | 天巧星ハヌマーンのトクサ (Hanumān no Tokusa)                              | Ten-kō Sei                                   | Fratello di Yuzuriha                                                                    |
| Veronica di Nasu               | 天究星ナスのベロニカ (Tenkyūsei Nasu no Beronika)                         | Ten-kyū Sei (Stella della Ricerca Celeste)   | Custode della Foresta della Morte                                                       |
| Violate di Behemot             | 天孤星ベヒーモスのバイオレート, (Tenkosei Behīmosu no Baiorēto)           | Ten-ko Sei (Stella della solitudine celeste) | sottoposta di Eaco, per cui anche il generale prova qualcosa.                           |

### Spettri delle Stelle Malefiche Terrestri
Sono i guerrieri di Ade che solitamente occupano i ranghi più bassi e hanno ruoli quasi sempre di semplici truppe da combattimento. Spesso infatti attaccano in gruppi anche numerosi ma singolarmente non hanno un potere particolarmente elevato.
| Nome                   | Nome originale                                              | Stella                                            |
| ---------------------- | ----------------------------------------------------------- | ------------------------------------------------- |
| Niobe di Deep          | 地暗星ディープのニオベ (Chiansei Dīpu no Niobe)             | Chi-an Sei (Stella dell'Oscurità Terrestre)       |
| Zeros del Rospo        | 地奇星フログのゼーロス (Frog no Zerosu)                     | Chi-ki Sei                                        |
| Gigant del Ciclope     |                                                             |                                                   |
| Worm                   | 地伏星ワームのライミ (Chifukisei Wāmu no Raimi)             | Chi-fuku Sei (Stella dell'Occultamento Terrestre) |
| Cube del Dullahan      | 地陰星デュラハンのキューブ (Chiinsei Dyurahan no Kyūbu)     | Chi-in Sei (Stella dell'Ombra Terrestre)          |
| Cheshire di Cait Sith  | 地獣星ケット・シーのチェシャ (Chijūsei Ketto Shī no Chesha) | Chi-ju Sei (Stella della Bestia Terrestre)        |
| Wimber del Pipistrello | 地察星バットのウィンバー (Chisatsusei Batto no Winbā)       | Chi-satsu Sei (Stella del Giudizio Terrestre)     |
| Etvart della silfide   | (地飛星シルフのエトヴァルト, Chihisei Shirufu no Etovaruto) | Chi-hi Sei (Stella del Volo Terrestre)            |

### Altri seguaci di Ade
| Nome                              | Nome originale                                       | Note                                                                               |
| --------------------------------- | ---------------------------------------------------- | ---------------------------------------------------------------------------------- |
| Cerbero                           | (地獄の番犬 ケルベロス, Jigoku no Banken Keruberosu) | cane da guardia degli inferi                                                       |
| Demone della palude fangosa       |                                                      | demone al servizio di Tanato, affrontato da Yuzuriha                               |
| Insetto della foresta della morte |                                                      | demone al servizio di Tanato, affrontato da Yato                                   |
| Marchino                          | 雑兵スケルトンのマルキーノ                           | Soldato semplice (Skeleton) dell'esercito infero, già apparso nella serie classica |

#### Cheshire di Cat Sith
Cheshire di Cat Sith (地獣星ケット シーのチェシャ?, Chijūsei Ketto Shī no Chesha), doppiato da Souichiro Hoshi in giapponese e da Stefano Pozzi in italiano, Specter della Chijūsei (Stella della Terra Bestiale, tradotta però come Stella della Bestia Terrestre). Cheshire fa la sua prima apparizione quando viene inquadrato durante la riunione degli Specter nel Duomo della Foresta per celebrare l'avvento di Ade nel corpo di Aron, tuttavia il suo nome viene rivelato solo successivamente quando si reca in Jamir per aiutare il gruppo di Etwart ad assalire la torre di Hakurei, da dove Yato e Yuzuriha si sono recati negli inferi per salvare Tenma. Cheshire non parteciperà di persona allo scontro con i Cavalieri e gli Specter di Etwart, anche se sarà testimone della loro morte per mano di Asmita della Vergine e dell'imprigionamento delle loro anime nel rosario costruito con i frutti della magnolia degli Inferi. Successivamente lo vediamo comparire come cocchiere personale di Pandora, quando la donna si reca a riprendere Ade recatosi al Santuario per combattere a bordo di una carrozza trainata da quattro cavalli decapitati, o quando Pandora viene contattata da Hypnos e Thanatos. Sembra avere un rapporto molto stretto con Zelos di Frog, difatti alla riunione appare sulle sue spalle, e successivamente lo stesso Zelos affermerà di avere parlato più volte con lui del comportamento di Ade. Nel finale, lo si vede accompagnare Pandora, guidandone la carrozza, al tempio dove lascerà lo scrigno contenente gli spiriti sigillati di Thanatos e Hypnos (luogo in cui li ritroverà nell'incarnazione successiva)

#### Kagaho di Bennu
Kagaho di Bennu (天暴星ベヌウの輝火?, Tenbōsei Benū no Kagaho), doppiato da Jun Fukuyama in giapponese e da Mattia Bressan in italiano, Specter della stella della Furia Celeste (o del Cielo Violento, in originale Tenbōsei). Il suo simbolo è la fenice egiziana (il Bennu).

Kagaho di Bennu

Durante il primo attacco di Ade si scontra con Dohko della Bilancia, e nel mezzo di questo scontro il Cavaliere ferirà leggermente il braccio di Ade. Furioso per questo fatto Kagaho si recherà al Santuario, per affrontare nuovamente il Cavaliere della Bilancia, ma verrà sconfitto da Hasgard del Toro. Hasgard decide di lasciare vivo Kagaho perché (secondo il Cavaliere del Toro) egli non è malvagio e la sua rabbia deriva dal fatto di non avere nessuno da proteggere, cosa a cui Kagaho risponde dicendo che spetta a lui decidere chi sono i nemici e chi deve proteggere e che l'unica cosa importante per lui è Ade. Questo debito, fa sì che Kagaho salvi più avanti la vita a Tenma, proteggendolo dai sicari mandati da Pandora (Wimber del Pipistrello, Cube del Durahan e Zelos di Frog).
Diverso tempo dopo viene mandato a distruggere la surplice di Eaco, il quale era reduce dalla battaglia contro Sisifo, liberandolo così dalla Stella Malefica e dicendogli che poteva riprendere il vecchio nome di Suikyo. Successivamente alla "despectrizzazione" di Eaco, Kagaho diviene giudice degli Inferi al posto suo e viene elevato a Custode di astri, a protezione del terzo Tempio del Lost Canvas, quello della Terra. Quando Dohko si reca alla statua di Atena con l'intento di bagnarla con il sangue della dea e così ottenerne l'Armatura, viene prima fermato dagli Specter del Minotauro e di Alraune, e, in seguito, viene messo in difficoltà dallo Specter di Basilisk. Uscito vittorioso anche da questo scontro, Dohko vede la propria strada sbarrata proprio da Kagaho. Deciso a ottenere l'armatura di Atena per consegnarla ad Hades, Kagaho immediatamente immobilizza un debole e ferito Dohko grazie al Crucify Ankh, cospargendo la statua di Atena con il sangue del Cavaliere, in cui è presente una piccola percentuale del sangue della dea, donatogli da Defteros per curarsi dopo l'ultimo scontro con Hades. Ottenuta l'Armatura, questa viene sottratta allo Specter da Dohko stesso, aiutato da Defteros dei Gemelli, che, utilizzando la Another Dimension, è in grado di creare una via di fuga per Dohko e per se stesso, lasciando Kagaho al tempio di Atena. Successivamente, quando Pandora scopre che in realtà la volontà di Aron non è mai caduta succube a quella di Hades, è Kagaho stesso che, ritornato dal Grande Tempio di Atene, protegge ancora una volta Aron, rivelando a Pandora di essere a conoscenza dell'inganno del giovane sin dal loro primo incontro e di averlo sempre aiutato, arrivando a isolarsi dal resto degli Specter.
Quando Tenma, Atena e Regulus raggiungono il tempio della Terra ad attenderli vi è Kagaho, nettamente in vantaggio nei confronti del trio. All'interno del tempio è presente un Ankh fatto di fiamme nere, ove "sono seppellite le emozione umane" di Bennu. Quando Kagaho sta per dare il colpo di grazia ad Atena, decisa ad accettare ciò che Kagaho ha rinnegato, interviene Dohko che, una volta consegnata l'Armatura di Atena alla legittima proprietaria, ingaggerà l'ultima battaglia contro lo Specter di Bennu. Per un primo momento in vantaggio grazie alla sua nuova tecnica, il Rising Darkness, Kagaho decide di fare consumare Dohko dal Sole Nero appena creato. In un flashback però Dohko si ricorda del suo vecchio Maestro che in passato perse la sua promessa sposa e per andare avanti decise di rinforzare il suo pugno a scapito delle proprie emozioni. Il maestro di Dohko si trasformò poco a poco in un drago e il Cavaliere tenta di fare capire allo Specter che anch'egli si trasformerà poco a poco in un mostro.
Kagaho ribatte dicendo che egli è già diventato un mostro da tempo. Sfodera quindi la sua collera bruciando al massimo del suo potere il proprio cosmo, venendo completamente avviluppato dalle sue stesse fiamme decidendo quindi di volere eliminare Dohko a scapito della sua stessa vita. In quel frangente Dohko riesce a vedere i ricordi di Kagaho, scoprendo che egli si è ridotto in quella condizione per via della sofferenza provata per la morte di suo fratello, molto simile ad Aron. Deciso a salvare Kagaho, Dohko utilizza la Pienezza del Dragone per spingere entrambi oltre l'atmosfera (ciò causerà la morte di tutti è due), così da rimediare all'errore che commise in passato nei confronti del suo Maestro, lasciarlo morire in solitudine senza poterlo aiutare. Una volta capiti i suoi sbagli, come dimostrato dal colore delle fiamme, che cambiano da nere a rosse, Kagaho decide di morire comunque in solitudine salvando la vita di Dohko, allontanandolo con un ultimo Corona Blast. In punto di morte i suoi pensieri si rivolgono prima ad Aron e in seguito a Tenma e Atena, affermando che se i due non fossero stati in grado di salvare Aron e di porre fine a quella lotta, sarebbe tornato in vita per proteggerlo ancora una volta.
Tutti i colpi di Kagaho sono legati al fuoco e le fiamme da lui evocate (almeno nel manga) appaiono di colore nero.
- Corona Blast (コロナブラスト?, Korona Burasuto): Tecnica vagamente simile al Fuoco della Corona di Atlas, nel terzo OAV dell'anime, che consiste in una sfera infuocata, verosimilmente un sole, con cui incenerire il nemico. Con questa mossa Kagaho ha fermato il Colpo dei 100 Draghi di Dohko. Contro Hasgard del Toro ha dimostrato di sapere lanciare tre Corona Blast simultaneamente, triplicando in modo devastante la potenza dell'attacco.
- Crucify Ankh (クラシファイアンク?, Kurashifai Anku): Kagaho crea una croce di fuoco, capace di intrappolare il nemico trapassandone il corpo e l'armatura. La croce in questione è l'Ankh o croce ansata, simbolo anche del kemetismo.
- Rising Darkness (ライジングダークネス?, Raijingu Dākunesu): Kagaho fa apparire un sole oscuro che blocca i movimenti del nemico e disidrata il corpo fino a farlo morire. È l'attacco più potente di Kagaho.

Kagaho possiede anche un quarto colpo segreto, senza nome, che gli permette di sferrare pugni infuocati ad altissima velocità, al punto da superare Rasgardo, che tra i dodici Gold Saint vanta l'attacco più rapido.
Kagaho compare anche nel gaiden di Asmita, dove si scontra con il Gold Saint della Vergine, è viene sconfitto da un potente attacco del Saint. Inoltre è stato il secondo personaggio di Lost Canvas di cui è stato realizzato un modellino della serie Myth Cloth ed è uno dei boss giornalieri del videogioco Saint Seiya Online di Sega e Perfect World.

#### Violate di Behemoth
Violate di Behemot (天孤星ベヒーモスのバイオレート?, Tenkosei Behīmosu no Baiorēto), doppiata da Takako Honda, Specter della Tenkosei, ossia la "Stella del Cielo della Solitudine", erroneamente tradotta in "Stella della Volpe celeste" nella versione italiana a causa della somiglianza fra gli ideogrammi volpe (狐?) e solitudine (孤?). Successivamente (nel volume 27 dell'edizione italiana) l'errore è stato corretto. Il simbolo di Violate è il Behemot, una bestia mitologica ebraica nominata anche nella Bibbia, solitamente identificato con il rinoceronte.

Behemot con Regulus

Violate sembra essere una degli Specter a protezione dei cerchi infernali dell'oltretomba, difatti può evocare dei defunti dalla Sesta Prigione attraverso la sua ombra. Appartiene all'armata di Eaco (di cui è il secondo in comando). Nel messaggio pubblicato dall'autrice in appendice al numero 14 (28 nell'edizione italiana) la Teshirogi ha dichiarato di avere voluto mascherare intenzionalmente il genere del personaggio, dopo avere sentito una disputa dei suoi assistenti sul sesso di un altro personaggio non meglio specificato e che l'ha creata pensando a una donna in grado di tenere testa ad Hasgard del Toro.
Appare per la prima volta dall'ombra di Ade, dove si era nascosta per ordine di Pandora quando il re degli inferi si era recato al Santuario ed era sul punto di essere scacciato dal corpo di Aron. Ingaggia uno scontro di forza con Hasgard del Toro, per poi ritirarsi. Successivamente fronteggia i Cavalieri di Bronzo del Lupo (Yunkas), dell'Orsa (Douglas), dell'Idra (Karchis), del Leone Minore (Bleriot) e dell'Unicorno (Yato) per impedire loro di riparare la sacra arca che avrebbe loro permesso di raggiungere il Lost Canvas. Sconfitti questi ultimi intraprende una violenta battaglia contro il Cavaliere d'Oro del Leone, Regulus, il quale la terrà impegnata affinché i Cavalieri di Bronzo possano completare le riparazioni dell'arca. Lo scontro si conclude con la vittoria di Regulus, di cui la stessa Violate ammette la superiorità, poiché il Cavaliere del Leone si dimostra in grado di rivoltare contro di lei la propria tecnica segreta. Violate sarà seppellita dallo stesso Eaco, prima che lo Specter Kagaho di Bennu privi il giudice della sua carica e della stella malefica, facendolo tornare un normale essere umano.
Violate combatte facendo affidamento sulla sua immensa forza fisica che fa di lei un'avversaria molto pericolosa nel corpo a corpo (difatti i Cavalieri di Bronzo la definiscono "un mostro" quando li attacca nel cantiere dove stanno riparando la nave della speranza). Tale forza le permette di usare la tecnica Brutal Real (ブルータル・リアル ?, burūtaru riaru) per generare terremoti in grado di sbriciolare il terreno solamente calpestandolo. Se il nemico si rivela particolarmente forte o agile, lo Specter utilizza la sua tecnica dell'ombra (影ぬい?, Kagenui) per immobilizzarlo, rendendolo indifeso ai suoi colpi. In realtà non è propriamente l'ombra a bloccare il nemico, bensì degli spiriti richiamati dall'inferno da Violate tramite l'ombra stessa e nascosti dal cosmo dello Specter. È tuttavia possibile, come scoperto da Regulus, rivoltare la tecnica contro l'esecutore bruciando più cosmo di quanto non faccia Violate stessa.

#### Yoma di Mefistofele
Yoma (天魁星メフィストフェレスの杳馬?, Tenkaisei Mefisutoferesu no Yōma), Specter della Stella del Principio Celeste (天魁星?, Tenkaisei,  traducibile anche come Stella del Comandante Celeste o Stella dell'Avanguardia Celeste). È il padre del protagonista Tenma di Pegaso e la reincarnazione del dio Kairos. La sua surplice rappresenta il diavolo Mefistofele.

Yoma sulla copertina di Lost Canvas

Yoma è il regista della Guerra Sacra di cui ha influenzato gli eventi di nascosto per evitarne la staticità per suo personale piacere, osservando come si sarebbero comportati gli attori. Nato in Giappone durante l'era dello Shogunato Tokugawa abbandonò la famiglia d'origine per ricongiungersi all'armata di Ade, annoiato dalla situazione di pace del suo paese e spinto dalla Stella Malefica che si era risvegliata in lui. Durante il suo viaggio vide una cometa diretta in direzione della costellazione di Pegaso, che capì essere l'anima del Cavaliere di Atena. Seguì quindi la stella verso il luogo dove si stavano radunando tutti gli Specter, il castello dove Ade sarebbe tornato in vita. Qui sedusse e sposò una giovane serva, Partita, da cui ebbe un figlio, chiamato Tenma, che altri non era che la reincarnazione del Cavaliere di Pegasus. In quello stesso periodo seppe dalla figlia dei signori del castello, la futura sorella di Ade, Pandora, che anche sua madre aspettava un bambino, che sarebbe nato verso Natale. Decise che era arrivato il momento di agire per evitare che si ripetesse il solito svolgimento della Guerra Sacra.
 Così, in una notte di neve durante il periodo natalizio, Yoma rapì lo spirito di Ade prima che venisse al mondo attraverso la madre di Pandora e scappò ridendo per la sua trovata, mentre nel castello scoppiava il finimondo per il fatto che il ventre della padrona fosse vuoto. Tuttavia, affinché il piano funzionasse, bisognava nascondere Ade dagli Dei Gemelli (Ipno e Tanato), così decise di travestirsi da prete e di inserire lo spirito della divinità dentro il figlio di due genitori devoti, Aron, in modo che il signore degli Inferi potesse crescere come un normale umano. Successivamente fece sì che Aron e Tenma (rimasto orfano in seguito alla morte di Partita) si incontrassero, facendo diventare amici coloro che erano rivali fin dai tempi del mito per osservare cosa sarebbe poi accaduto. Nel suo osservare, però, Yoma vide l'arrivo di una terza goccia che non aveva previsto: la dea Atena, che era rinata come sorella del suo antico nemico, prendendo il nome di Sasha. Mentre aspettava il momento in cui Tenma sarebbe diventato Cavaliere, Yoma andò al Santuario dove incontrò l'aspirante Cavaliere dei Gemelli, Aspro, a cui parlò facendogli nascere il dubbio che il fratello Defteros (da sempre cresciuto alla sua ombra) volesse superarlo e prenderne il posto, giocando con la sua mente e facendo cadere in lui la goccia di tenebra che l'avrebbe influenzato per tutto il resto della sua vita, sempre al solo scopo di vedere come avrebbero recitato i due fratelli nel grande spettacolo e vedere le increspature che avrebbero creato nel vortice. In quel periodo fu anche il responsabile della morte di Ilias di Leo, perché fece in modo che Radhamante lo trovasse, così da portare in futuro allo scontro suo figlio Regulus di Leo. Quindici anni dopo il rapimento dello spirito di Ade, Yoma si unì ai restanti Specter in occasione del risveglio del loro signore nel corpo di Aron, rimanendo tuttavia dietro le quinte fino al giorno in cui Aspro non si liberò dalla sua goccia di tenebra grazie all'aiuto del fratello Defteros e salì ad affrontare Ade nella Tela Perduta. Qui rivelò al Cavaliere dei Gemelli di essere stato lui il primo responsabile del suo cambiamento, per poi scomporlo facilmente con la sua tecnica segreta, il Marvelous Room, dirigendosi infine a incontrare il figlio nel Primo Tempio malefico, quello di Mercurio. Tale incontro però, aveva solo lo scopo di poter conoscere Tenma e valutarne la forza, oltre che raccontargli la verità sulla sua nascita e quella di Aron, per poi allontanarsi e lasciare il figlio e i suoi proseguire nella loro corsa, fiero di come le tre gocce (Tenma, Sasha e Aron) stessero crescendo e generando increspature nel vortice della guerra. Si scoprirà che Yoma è posseduto dallo spirito del Dio decaduto Kairos, il quale gli conferisce un grande potere, nonché il dominio del tempo. Verrà poi sconfitto dallo stesso Aspro dei Gemelli, sfuggito alla Marvelous Room grazie al potere dell'Another Dimension, in uno scontro durissimo nel quale il cavaliere si troverà a dovere aprire la strada degli dei per evitare di soccombere agli attacchi di Yoma. Kairos infatti non si è reicarnato nello Specter volontariamente ma è stato legato al suo corpo da Chronos per punizione, non ha quindi i requisiti per attraversare il sentiero divino e finisce dunque in polvere insieme al braccio di Aspro, che muore pochi minuti dopo.
Yoma dimostra di essere in possesso di vari poteri, tra cui quello di fermare il tempo con un orologio da taschino (l'autrice ha rivelato che ha copiato questa idea dalla serie Harry Potter di cui è una fan); dopo ciò, di ridurre cose e persone in quanti tramite l'attacco Marvelous Room (マーベラスルーム?, Māberasu Rūmu). Successivamente viene rivelata una versione più potente di questa sua capacità, definita Real Marvelous, con cui manda l'avversario in un'altra dimensione. È in grado di volare, creando con il suo cosmo due ali nere sulla schiena, anche se per spostarsi nel Lost Canvas usa i suoi poteri per creare un pegaso. Yoma può inoltre fare apparire delle visioni, sia del passato (come quando mostra il suo passato a Tenma) che del futuro (rivelando la futura incarnazione di Pegasus, Seiya). Altra sua temibile tecnica è il Bio-Rewind, che gli consente di invertire il flusso del tempo soggettivo di una persona, facendolo regredire a uno stato esistenziale precedente (per esempio nel caso dello scontro con Aspro egli, con nuova vita donatagli dal gemello Defteros, torna allo stato di guerriero resuscitato da Ade).

## Altri personaggi
| Nome     | Nome originale                         | Note |
| -------- | -------------------------------------- | --- |
| Agasha   | Agasha (アガシャ?)                     | Bambina amica di Albafica                                                                                              |
|          | Anna (アンナ)                          | bambina amica di Tenma, Sasha e Aron all'orfanatrofio                                                                  |
|          | Caro (カロ)                            | bambino amico di Tenma, Sasha e Aron all'orfanatrofio                                                                  |
| Carbera  | Calbera (カルベラ, Karubera)           | ragazza messicana amica di Sasha e Cardia, figlia di un sacerdote di Quetzalcoatl                                      |
| Flourite | Flourite (フローライトFurōraito)       | Cameriera di Garnet apparsa nel gaiden dedicato a Degel                                                                |
| Pefko    | Pefuko (ペフコ)                        | Ex-allievo di Luko, apparso nella versione manga del gaiden su Albafica                                                |
|          | Joka                                   | Ladruncola veneziana, originaria però dell'Isola Death Queen                                                           |
| Maria    | Maria (マリア)                         | bambina amica di Tenma, Sasha e Aron all'orfanatrofio                                                                  |
|          | Mijong (ミジョン)                      | sorella maggiore di Yato, apparsa negli OVA                                                                            |
|          | Pesce                                  | Ladruncolo veneziano                                                                                                   |
|          | Pigro                                  | Ladruncolo veneziano                                                                                                   |
| Sui      | Sui (翠)                               | fratello minore di Kagaho di Bennu                                                                                     |
|          | Tonto                                  | Scimmietta di Joka |
| Unity    | 海龍のユニティ (Shī Doragon no Yuniti) | Abitante di Blu Grad, figlio del signore della città. Amico d'infanzia di Dégel dell'Acquario e Generale di Poseidone. |
| Garcia   | Garcia                                 | Governatore di Blu Grad, padre di Unity e Seraphina                                                                    |
| Serafina | Seraphina                              | Abitante di Blu Grad, sorella di Unity                                                                                 |

### Unity
Unity (海龍のユニティ?, Shī Doragon no Yuniti) è un vecchio amico di Degel dell'Acquario, e appare nel manga quando il suo amico d'infanzia e il Cavaliere d'Oro dello scorpione Cardia si recano a Blu Grado per raggiungere il Regno di Nettuno, Atlantide, poiché gli abitanti della città sono i custodi del passaggio per esso e Unity decide d'accompagnarli personalmente nel regno sommerso. Scopo dei due Cavalieri d'Oro è chiedere aiuto al dio dei mari per accedere alla Tela Perduta e sconfiggere Ade. Successivamente Unity viene ferito mortalmente dallo Specter Rhadamante, giunto lì con la sacerdotessa Pandora per impedire ai Cavalieri di conferire con Nettuno. Durante lo scontro con Cardia e il giudice, Degel riesce a entrare nel palazzo del dio dei mari e scopre che Unity non è morto, ma anzi indossa la corazza del Generale del Dragone del Mare, da cui ha avuto il potere di potere usare dei coralli per guarire le sue ferite. Scopo del ragazzo è usare il potere di Nettuno, contenuto in un ciondolo d'oricalco, per guarire sua sorella Seraphina e condurre la gente di Blue Grado fuori dalle fredde terre del nord, per fare ciò non ha esitato a uccidere suo padre Garcia, che s'opponeva alla guerra contro altre terre, chiede al vecchio amico d'unirsi a lui ma Degel rifiuta e tra i due scoppia un combattimento furioso, al termine del quale anche per colpa di Pandora il potere di Nettuno contenuto nell'oricalco s'impossessa di Seraphina e rischia di distruggere Atlantide. Unity e Degel si riappacificano e uniscono le loro forze per fermare l'onda che li avrebbe travolti. Il Cavaliere dell'Acquario riesce a congelare tutto a prezzo della propria vita e consegna l'oricalco a Unity, il quale con l'aiuto di Cardia consegnerà l'oricalco ad Atena, piangendo per la morte dell'amico.

Unity dietro Degel

Unity ha dimostrato l'abilità di fare crescere coralli ovunque e di controllarli tramite la volontà: grazie a essi, può spostare oggetti e intrappolare gli avversari (questa tecnica ricorda quella di Titis); facendo crescere coralli sulle sue ferite può inoltre rigenerarsi. Infine, colpendo gli avversari con i coralli, può farli infiltrare all'interno del loro corpo e controllarlo a piacimento, come dimostrato nello scontro con Degel. Oltre a questa notevole abilità, Unity dispone di un colpo speciale, l'Holy Pillar (ホーリ・ーピラー?, Hoori Piraa, letteralmente "Colonna Sacra"): sfruttando una fonte d'acqua nelle vicinanze (come la volta degli abissi di Atlantide), Unity crea delle gigantesche colonne d'acqua che intrappolano e danneggiano l'avversario. Dimostra anche di sapere usare il potere di Nettuno quando è sigillato.

## Nemici minori

### Giaguari
I Giaguari (獣闘士?, Jagā, Jaguar lett. guerrieri-bestia) sono un ordine di guerrieri apparsi nella storia Gaiden dedicata a Cardia e fedeli al dio azteco Tezcatlipoca.
| Nome                         | Nome originale                                                   | Note                                       |
| ---------------------------- | ---------------------------------------------------------------- | ------------------------------------------ |
| Wesda                        | Taiyō no shinkan Uesuda (太陽の神官ウエスダ)                     | Sacerdote del Sole, leader dei Jaguar      |
| Nahualpilli di Youaltepuztli | Yonarudepazutori no Nafuarupiri (ヨナルデパズトリのナフアルピリ) | guerriero dei Jaguar detto "Lo Scuoiatore" |

### Garnet e le Gemme
Le Gemme (宝石児?, Juerusu, Jewels,lett. bambini-gioiello) sono un gruppo di guerrieri infanti al servizio della misteriosa nobile francese Garnet. Appaiono solo nella storia gaiden dedicata a Degel. Fra essi spicca Koh-i-Noor, il cui vero nome è Krest, cavaliere d'oro dell'Acquario delle precedenti generazioni e maestro di Degel.
| Nome             | Nome originale                | Origine del nome | Poteri                                       |
| ---------------- | ----------------------------- | ---------------- | -------------------------------------------- |
| Garnet           | Garnet (ガーネット, Gānetto)  | Granato          | Voce di sirena                               |
| Koh-i-Noor/Krest | Koh-i-Noor/Krest              | Diamante         | Luce riflessa                                |
| Flint            | Flint (火打石 Furinto)        | Selce            | Fuoco                                        |
| Cornelian        | Carnelian (紅玉髄 Kōnerian)   | Corniola         | Controllo del sangue delle ferite dei nemici |
| Chalcedony       | Chalcedony (玉髄 Karusedonī)  | Calcedonio       | Illusioni                                    |
| Tourmaline       | Tourmaline (電気石 Torumarin) | Tormalina        | Elettricità                                  |

### Nero
Nero (暗黒?, Nēro) è un'organizzazione criminale operante nella Venezia del XVIII secolo e guidata da cinque Cavalieri Neri fuggiti dall'Isola Death Queen dopo averne ucciso il custode.
| Nome | Nome originale                     | Grado                                                                                |
| ---- | ---------------------------------- | ------------------------------------------------------------------------------------ |
|      | Don Avido (首領アヴィド Don Avido) | Leader dei Cavalieri Neri e Don dell'organizzazione nero. Cavaliere Nero dell'Altare |
|      | Alegre (アレグレ Aregu)            | Prete e capo di Nero. Cavaliere Nero della Balena                                    |
|      | Laimargos (レマルゴス Remarugosu)  | Capo di Nero. Cavaliere Nero di Ercole                                               |
|      | Rusé (リュゼ Ryuze)                | Capo di Nero. Cavaliere Nero del Corvo                                               |
|      | Yudo (ユド Yudo)                   | Capo di Nero. Cavaliere Nero dei Cani da caccia                                      |
|      | Lumaca (ルマーカ Rumāka)           | Scagnozzo dell'organizzazione                                                        |